# Cattedrale di Santa Croce
La cattedrale di Santa Croce è il duomo di Forlì e sede del vescovo della diocesi di Forlì-Bertinoro. Al suo interno, nella cappella sinistra, si trova la xilografia della Madonna del Fuoco, patrona della diocesi.

## Storia
Si hanno notizie della presenza di una pieve, presumibilmente anteriore al XII secolo, si ipotizza risalente al X secolo, periodo in cui si parla di una plebs liviensis. Probabilmente la chiesa viene ingrandita nel tempo e assume un ruolo più importante per la città, ma nel 1173 un grande incendio devasta Forlì e danneggia questa prima chiesa che subisce quindi una prima ricostruzione. A seguito degli interventi diviene quindi una chiesa in stile gotico con tre navate irregolari (le due minori hanno dimensioni diverse), sette campate e copertura a sesto acuto. A questa fase risale una prima versione della cappella di San Valeriano, le cui reliquie vengono portate in Duomo nel 1267. La chiesa si affaccia su una piazza che risulta essere la principale almeno fino al 1212. In quest'anno il centro cittadino viene spostato al Campo dell'Abate, che diventa sede del mercato e finisce per catalizzare gli interessi della città. Questo crea una sorta di rivalità fra l'abbazia di San Mercuriale e il Duomo stesso, che è destinata a durare negli anni: vescovo e abate con poteri autonomi si trovano più volte in contrasto.
Il primo Duomo di forme più considerevoli risale al Quattrocento, con inizio dei lavori a partire dal 1424, data in cui i canonici ottengono la possibilità di utilizzare una fornace presso Schiavonia e di avviare la costruzione. In questa fase il Duomo presenta ancora tre navate che terminano con l'abside e due cappelle laterali, quella di San Valeriano (destra) e quella di San Bartolomeo (sinistra). Le campate, invece, vengono ridotte a sei. La dedicazione è a San Valeriano e alla Santa Croce, un frammento della quale si dice sia conservato nel Tesoro del Duomo. Tuttavia dal 1428 è particolarmente venerata anche l'immagine miracolosa della Madonna del Fuoco, in origine collocata nella cappella di San Bartolomeo (oggi Battistero), ma poi inserita in una cappella appositamente costruita.
La versione della chiesa antecedente ai lavori ottocenteschi si può vedere in una incisione del 1839. La facciata si presenta semplice e lo squilibrio verso l'altezza denuncia un residuo di caratteri gotici, nonostante il periodo di costruzione sia ormai da riferirsi al Rinascimento.
Nel 1464 Marino Cedrini viene chiamato a realizzare un portale in marmo che raffiguri i santi più importanti per la città. Eliminato con il rifacimento ottocentesco, che sostituisce la facciata a capanna con il colonnato corinzio, questo portale è stato collocato davanti alla Chiesa del Carmine. Si trova invece nella Pinacoteca una lunetta con Maria fra angeli, realizzata dal Maestro delle Madonne di marmo per la porta di un edificio adibito all'alloggio dei canonici.
Nel 1475 i rinnovamenti non sono ancora terminati, ma la cattedrale viene consacrata dal vescovo Alessandro Numai.
All'impianto della chiesa viene ad aggiungersi la Cappella del Santissimo Sacramento progettato come edificio autonomo da Pace di Bombace nel 1486 e consacrato nel 1497.

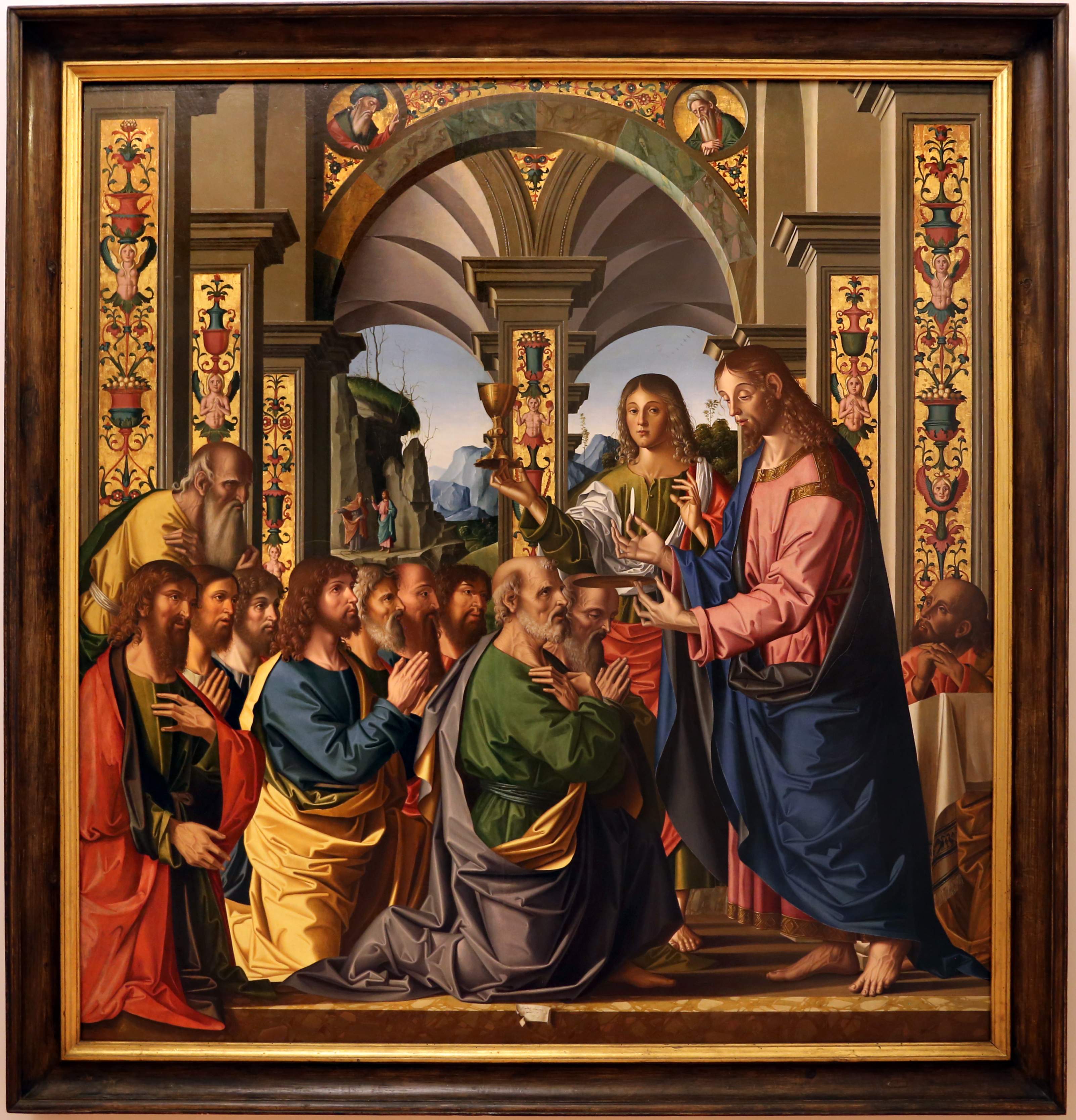
Marco Palmezzano, Comunione degli apostoli, 1506, dall'altare maggiore del duomo di Forlì, Pinacoteca Civica

Tra Quattrocento e Cinquecento vengono sostituite le volte in legno con volte in pietra, le colonne acquisiscono forme classiche e nel 1506, con la visita di papa Giulio II, Marco Palmezzano dipinge La Comunione degli Apostoli che viene collocata nell'Altare maggiore (sarà rimossa a metà Settecento e ora è in Pinacoteca). Viene collocato un nuovo fonte battesimale vicino all'ingresso realizzato da Tommaso Fiamberti (1504). La cappella che ospiterà poi il battistero e che era dedicata a San Bartolomeo, viene ornata con la lunetta di Giovanni di Mastro Pedrino con il Miracolo della Madonna del Fuoco e con degli affreschi realizzati da Livio Agresti (dopo 1550) poi staccati nell'Ottocento e ora conservati nella Pinacoteca di Forlì (molti però sono andati perduti). Lo stesso Livio Agresti dipinge una pala d'altare per la cappella di San Valeriano.
Nel Seicento, per ospitare la xilografia della Madonna del Fuoco, viene costruita una cappella dedicata.
L'attuale aspetto neoclassico, frutto dei grandi lavori che seguirono l'abbattimento della primitiva chiesa romanico gotica, le fu conferito dall'architetto Giulio Zambianchi che completò la nuova fabbrica nel 1841. Della struttura precedente rimangono la cappella del Santissimo Sacramento nella navata destra e la grande cappella della Madonna del Fuoco nella navata sinistra, realizzata tra il 1614 e il 1636 e sovrastata da una cupola ottagonale affrescata da Carlo Cignani che vi raffigurò l'Assunzione della Vergine in cielo.

## Descrizione

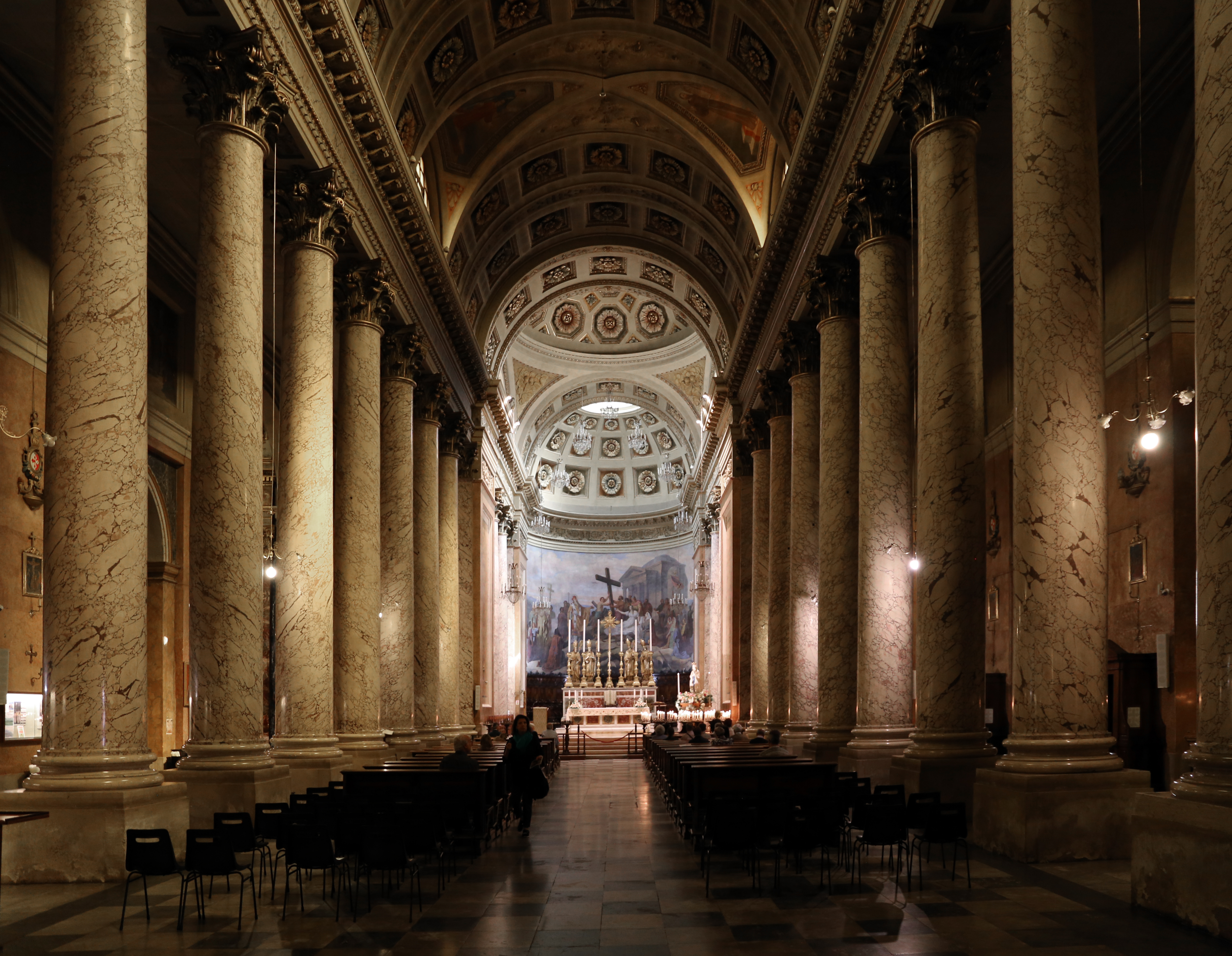
Interno del duomo

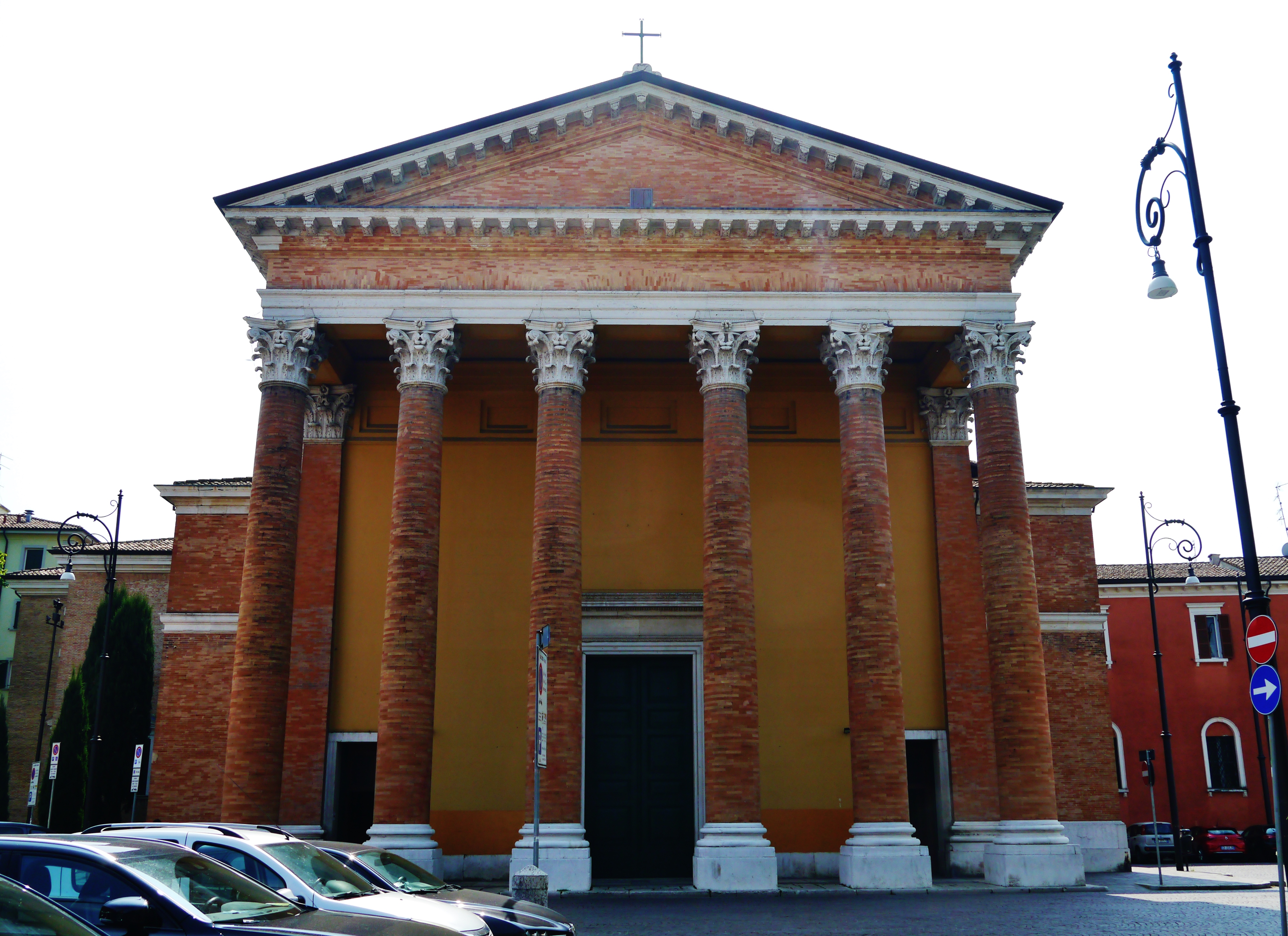
Esterno del Duomo di Forlì

L'esterno si presenta come la facciata di un tempio classico, su ispirazione del Pantheon, derivata dallo stile neoclassico scelto per le ricostruzioni ottocentesche. In linea con l'ambito padano è invece la scelta dei mattoni alternati con il marmo delle basi, dei capiteli, dell'architrave e della dentellatura del timpano, che creano la tipica bicromia padana, in continuità con il Duomo precedente. L'interno è strutturato in tre navate, divise da colonne marmorizzate con i capitelli in stile corinzio. Oltre le navate laterali si aprono due strutture che risalgono a un periodo precedente rispetto al corpo della chiesa che assume l'assetto attuale nel 1841. Si tratta di due costruzioni che nella riorganizzazione del Duomo non furono rimosse per il grande interesse storico artistico che rivestono: a destra si trova la cosiddetta Cappella del Santissimo Sacramento, della anche del Sacro Cuore, in precedenza un edificio autonomo dedicato alla Madonna della Ferita (immagine devozionale conservata al suo interno) progettato da Pace di Maso di Bombace nel Quattrocento con uno stile rinascimentale. A sinistra la navata laterale dà accesso alla Cappella della Madonna del Fuoco, realizzata nel Seicento con forme barocche.

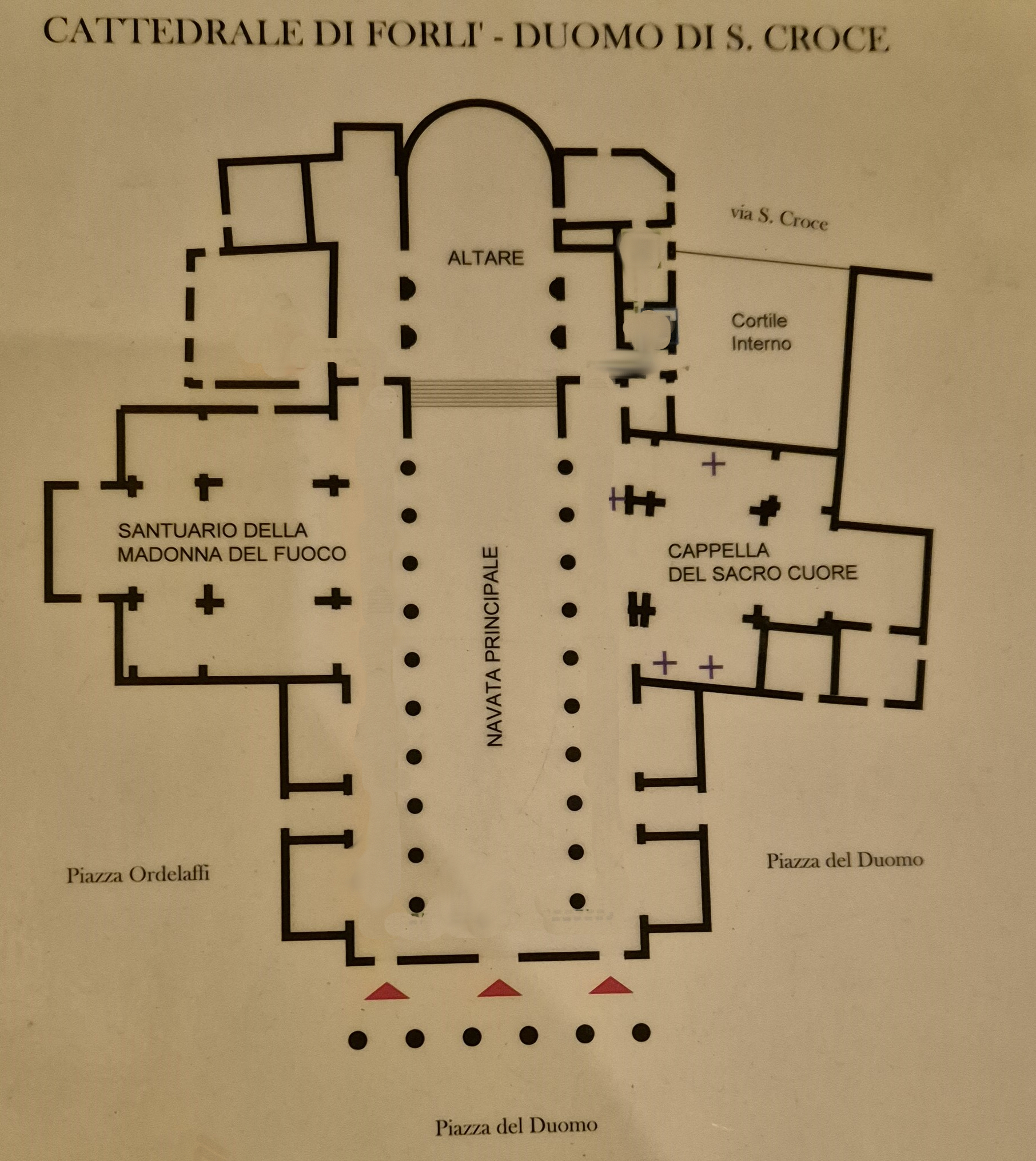
Pianta del Duomo di Forlì

Il presbiterio è molto lungo e termina con un'abside tondeggiante dove Pompeo Randi ha dipinto L'Invenzione della Croce nel 1863. Lungo il corpo della chiesa si aprono due cappelle minori per lato. A fianco del presbiterio, a destra si trova il cosiddetto Battistero che contiene il Fonte Battesimale cinquecentesco (un tempo cappella di San Bartolomeo). A sinistra, invece, si trovava la cappella di San Valeriano, distrutta dalle mine dei tedeschi in fuga e dunque ricostruita nel Dopoguerra.

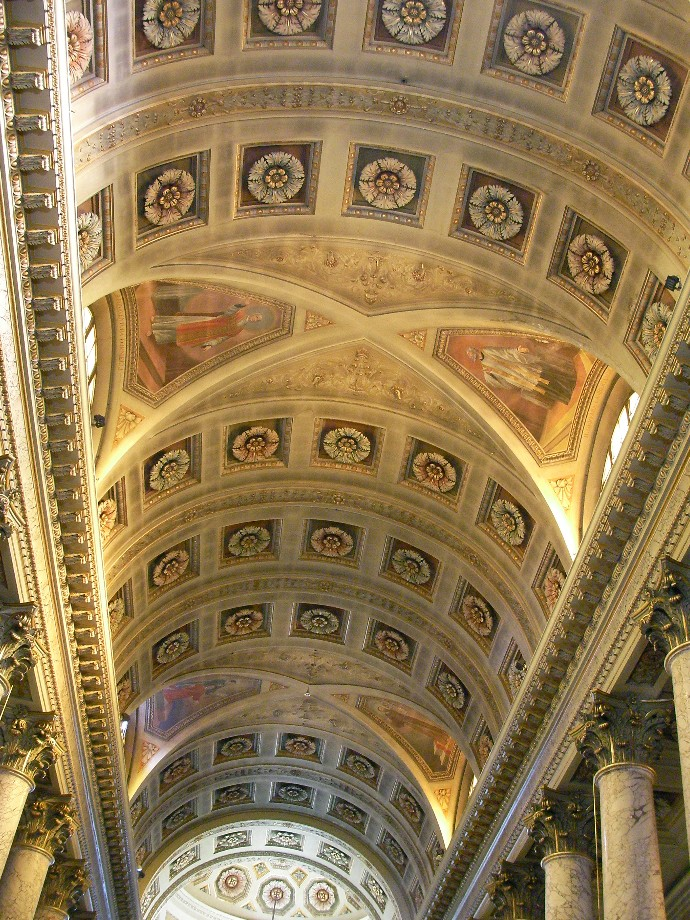
Soffitto della navata centrale

La copertura è realizzata con una volta a botte in cui si alternano dei cassettoni con rosoni in stucco a vele a crociera in cui sono raffigurati: Il Beato Giacomo Salomoni; San Sigismondo Re, il Beato Bonaventura Tornielli; il Beato Geremia Lambertenghi; i Santi Grato e Marcello; il Venerabile Padre Girolamo da Forlì.
L'altare maggiore in origine era un altare di legno e tale era rimasto anche con le modifiche ottocentesche. Papa Pio IX, in visita alla città di Forlì nel 1857, notò che questo altare non era adeguato all'aspetto magnifico della chiesa e decise di donare egli stesso un nuovo altare. A Roma un altare di grande qualità, realizzato con marmi antichi provenienti dagli scavi di Ostia, era rimasto non collocato. Pensato per il transetto della basilica di San Paolo Fuori le Mura (dopo che un incendio aveva distrutto i precedenti) non era poi stato impiegato perché lo Zar Nicola I di Russia aveva donato alla chiesa romana due altari di malachite e lapislazzuli. L'altare dunque giunge a Forlì e viene consacrato nel 1860. È composto da mensa e dossale che in origine erano uniti e sono stati smembrati, con conseguente avanzamento della mensa verso la sala in seguito alle disposizioni liturgiche aggiornate. Il materiale è marmo bianco per la struttura con riquadri di brecciato rosso e verde. Nel dossale sono presenti due stemmi del papa Pio IX. Sopra alla mensa, nel centro, è collocata una croce greca di bronzo dorato.
Il coro in legno di noce ha trentasei stalli con al centro quello previsto per il vescovo. È un'opera di una bottega forlivese ed è intagliato con motivi classicheggianti. Risale al 1865.
L'organo del Settecento, collocato nella cantoria di destra, è del celebre organaro veneziano Gaetano Callido ed era stato realizzato per la chiesa di San Girolamo dei Minori Osservanti, chiusa durante il periodo napoleonico.

### Cappella della Madonna del Fuoco

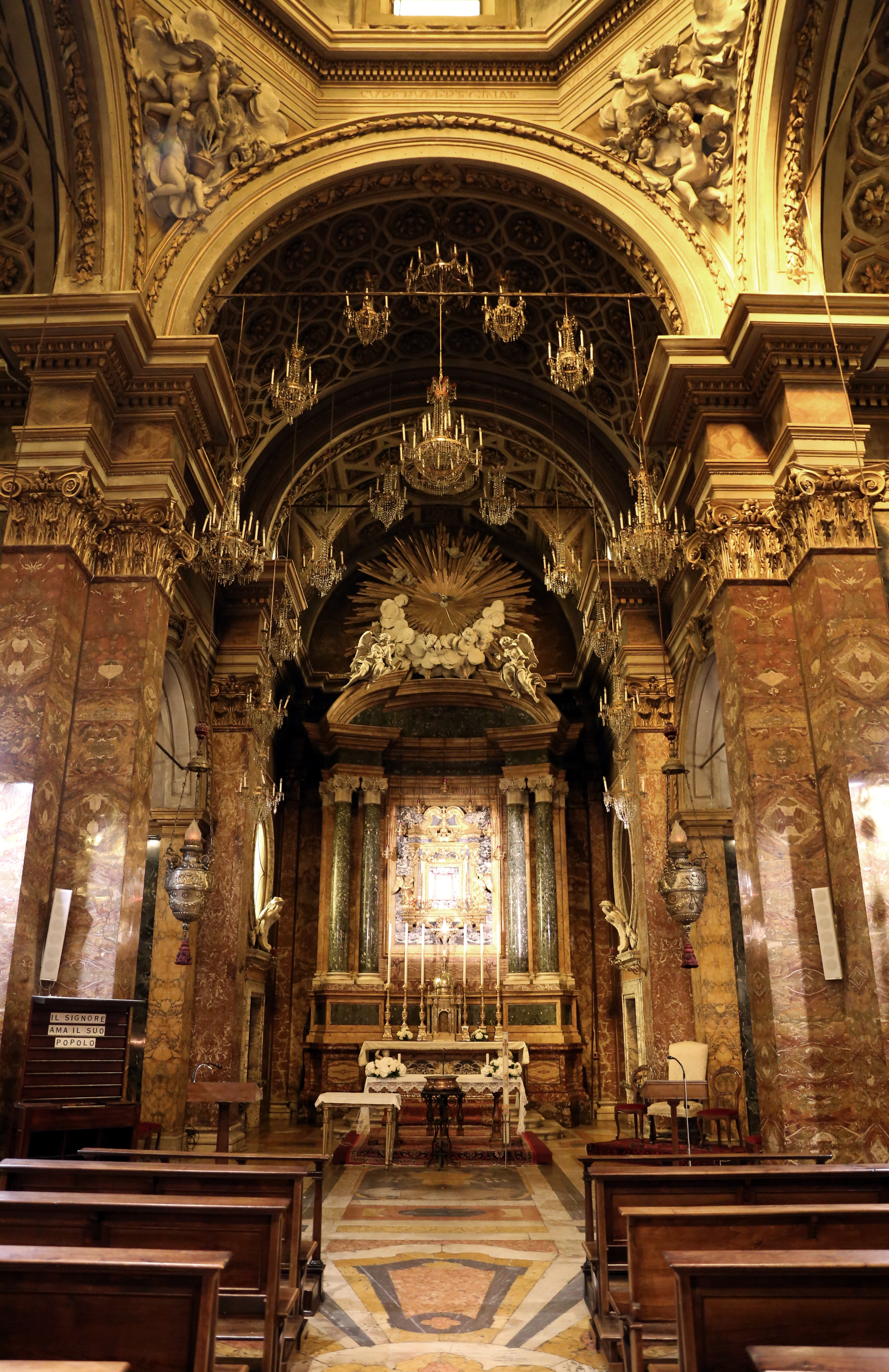
La cappella della Madonna del Fuoco

La cappella-santuario della Madonna del Fuoco viene realizzata negli anni 1619-36 dall'architetto di Faenza Domenico Paganelli, di cui è considerata il capolavoro. È coperta da una cupola ottagonale con alto tamburo che presenta un affresco rifinito a tempera di Carlo Cignani (1628-1719) iniziato nel 1686 e terminato nel 1706 che rappresenta l'Assunzione della Vergine.
Nelle nicchie inserite sotto i pennacchi si trovano le statue dei quattro evangelisti, opera dello scultore bolognese Giuseppe Maria Mazza, mentre i putti in stucco sono di Filippo Balugani.
Sulla faccia interna dell'arco d'ingresso si trova Il miracolo della Madonna del Fuoco, opera di Pompeo Randi.
Ai lati si trovano le due cantorie in marmo disegnate da Gaetano Stegani, realizzate nel 1770 per sostituire quelle precedenti di legno. L'organo sulla parete destra è opera della bottega veneziana dei Callido, realizzato nel 1760 ed è inserito in una struttura di gusto neoclassico. La tribuna nella quale è conservata la xilografia della Madonna del Fuoco, opera di Giovanni Giardini da Forlì, viene realizzata a spese del cardinale Fabrizio Paulucci, che commissiona anche l'altare maggiore.
Al centro della cappella si trova la xilografia della Madonna del Fuoco, risalente ai primi anni del XV secolo. Il tabernacolo ligneo è opera dell'intagliatore Francesco Brunelli.
Sotto l'arco di sostegno della cupola, sul pavimento a destra in un luogo non precisato, si trova la tomba di Carlo Cignani: il pittore andava così fiero dell'opera che considerava il suo capolavoro, da chiedere espressamente di esservi sepolto sotto.

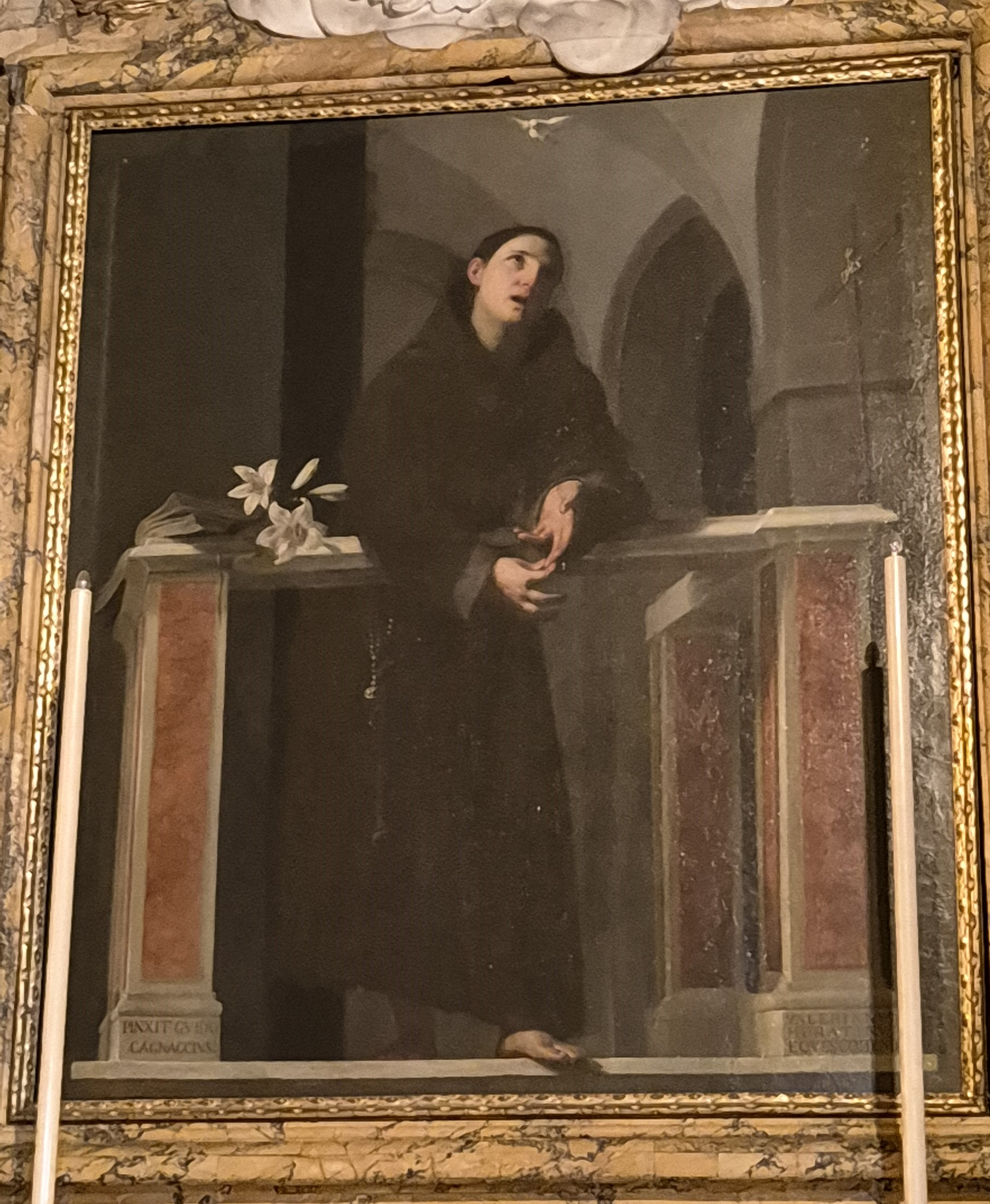
Guido Cagnacci, Sant'Antonio di Padova, 1641-42, olio su tela, 170x150, Forlì, Duomo

Il cardinale Fabrizio Paolucci fa realizzare un altare in marmi preziosi e la tribuna in bronzo dorato e lapislazzuli a Roma nel 1718. Nel contesto della valorizzazione della cappella il cardinale fa rivestire in marmo le pareti, richiedendo di porre il suo stemma sopra le porte laterali della zona dell'altare. La piccola ancona di bronzo dorato e lapislazzuli è opera di Giovanni Giardini. L'altare maggiore è sormontato dal fastigio dello scultore Camillo Rusconi, l'altare invece viene rifatto nel 1814 su disegno di Luigi Mirri e scolpito dallo scultore bolognese Luigi Acquisti.
Ai lati dell'altare principale sono presenti altri due altari. Quello di sinistra è dedicato a Sant'Antonio di Padova come evidente dall'opera collocata al di sopra della mensa, ovvero il dipinto di Guido Cagnacci che rappresenta Sant'Antonio. La devozione per il santo a Forlì è molto forte, data la sua predicazione a Monte Paolo. Nell'opera viene presentato con il simbolo del giglio e in atteggiamento mistico, in linea con i dettami del Barocco.
L'altro altare aveva una Trasfigurazione di Gaetano Gandolfi (ora nell'atrio della sala del Tesoro) sostituito da una tela con La Vergine che appare a San Giovanni Bosco (1950) di Cassiano Balducci.

#### L'Assunzione della Verginedi Carlo Cignani

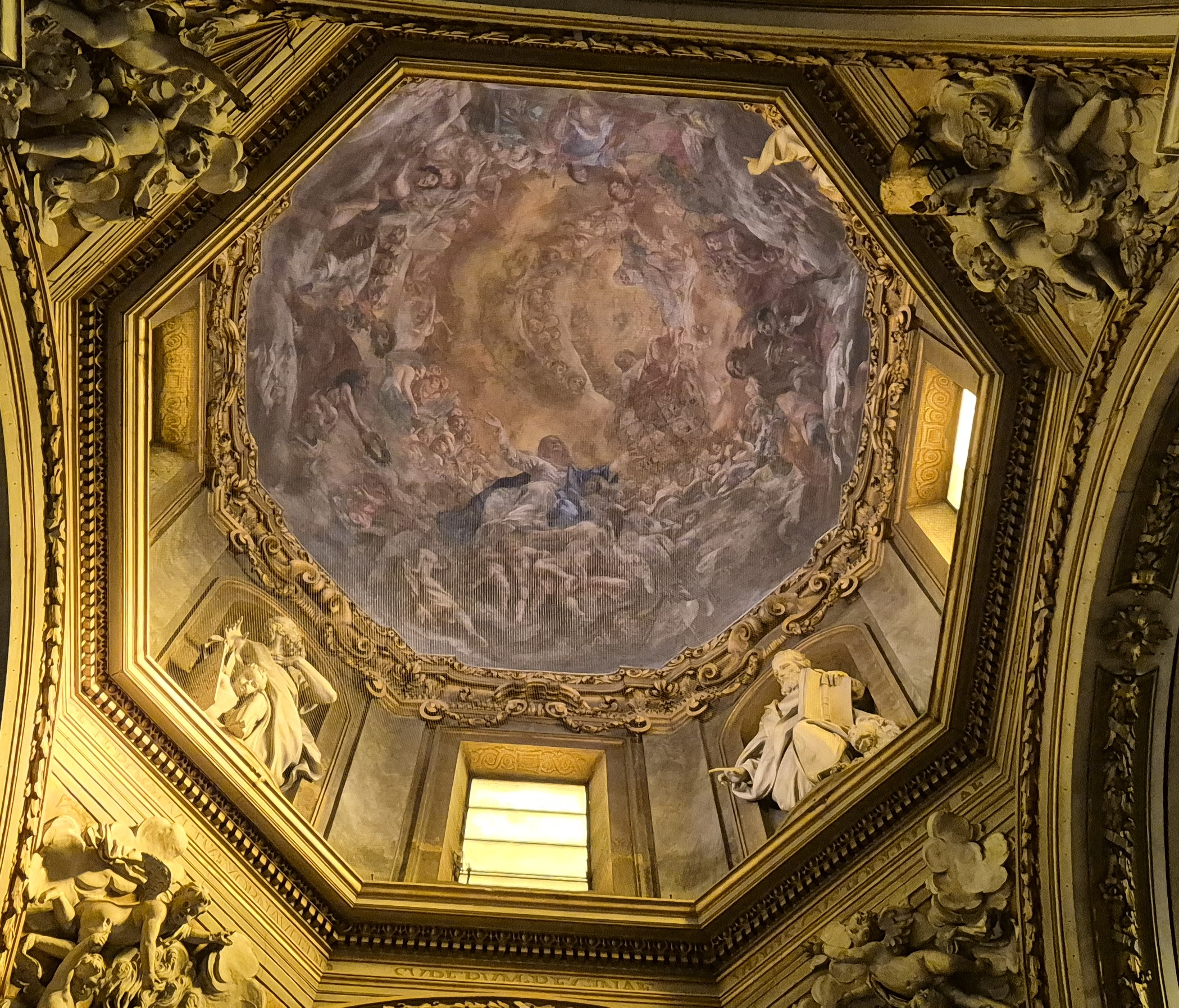
Carlo Cignani, Assunzione della Vergine, soffitto dipinto ad affresco con ritocchi a secco, 1683-1706, Forlì, Duomo

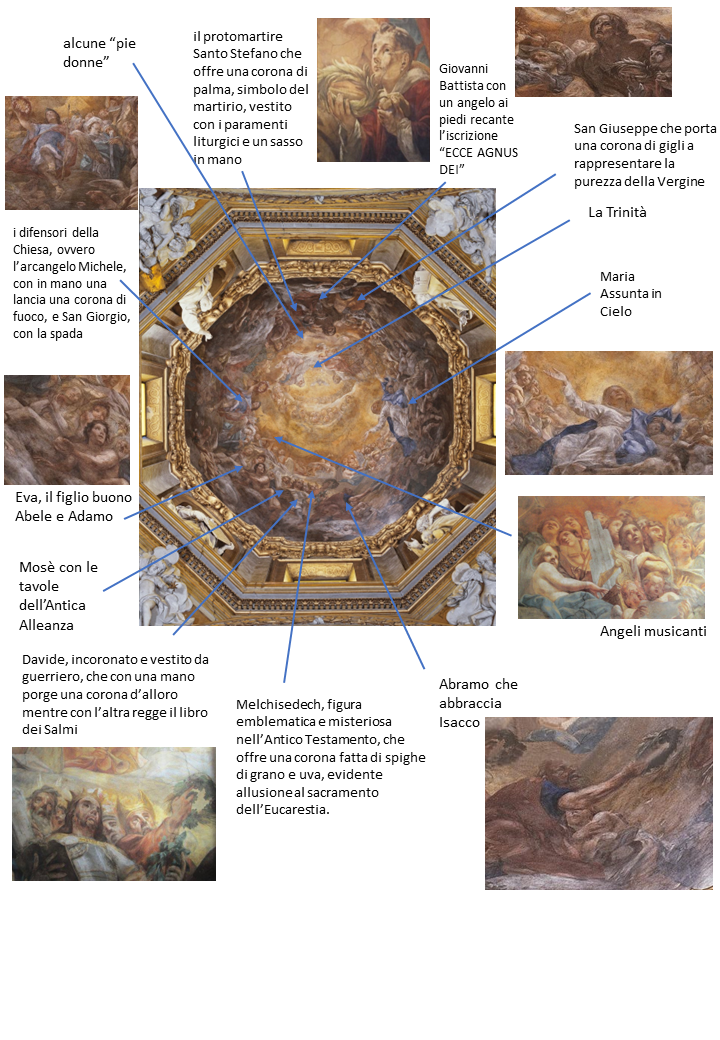
Schema dei personaggi nella Cupola di Carlo Cignani

Carlo Cignani, pittore bolognese attivo a Parma, aveva avuto modo di vedere la cupola del Duomo di Parma affrescata dal Correggio nel Cinquecento, con l'Assunzione della Vergine. Quando si reca a Forlì, chiamato a dipingere la cupola della Cappella della Madonna del Fuoco, ripropone lo stesso tema e si lascia ispirare dalla complessa costruzione correggesca. La difficoltà che subito si presenta è data da due fattori: la forma allungata della cupola (otto lunghi spicchi preceduti da un tamburo) e la presenza di finestre, una per ogni spicchio, più una lanterna che avrebbero reso difficile la visione di qualsiasi opera pittorica. Lo stile barocco in voga nel Seicento richiede la presenza di una decorazione, quindi in un primo tempo la committenza va a Guido Cagnacci, che dipinge due grandi tele con la Gloria di San Mercuriale e San Valeriano. La soluzione non soddisfa e così si passa a una committenza per il pittore lombardo Angelo Michele Colonna che viene forse addirittura terminata, ma non soddisfa. Viene pertanto chiamato Cignani, che già aveva dato prova di abilità nella decorazione dei soffitti con l'Aurora, dipinta per la famiglia Albicini nel 1683. Il pittore risolve il problema della struttura allungata della cupola utilizzando l'anamorfosi, ovvero deformando volutamente le figure in modo che risultassero correttamente proporzionate per una visione da basso. Inoltre vengono chiuse la lanterna e quattro delle otto finestre, in modo da avere maggiore superficie da decorare.

La protagonista è Maria, trascinata in cielo da un avvitamento barocco ricco di figure che si fondono in pennellate sfaldate ed estremamente luminose. In cima si trova la Trinità che l'attende. Intorno a lei sono presenti numerosi personaggi dell'Antico e del Nuovo Testamento, tutti riconoscibili mediante simboli.

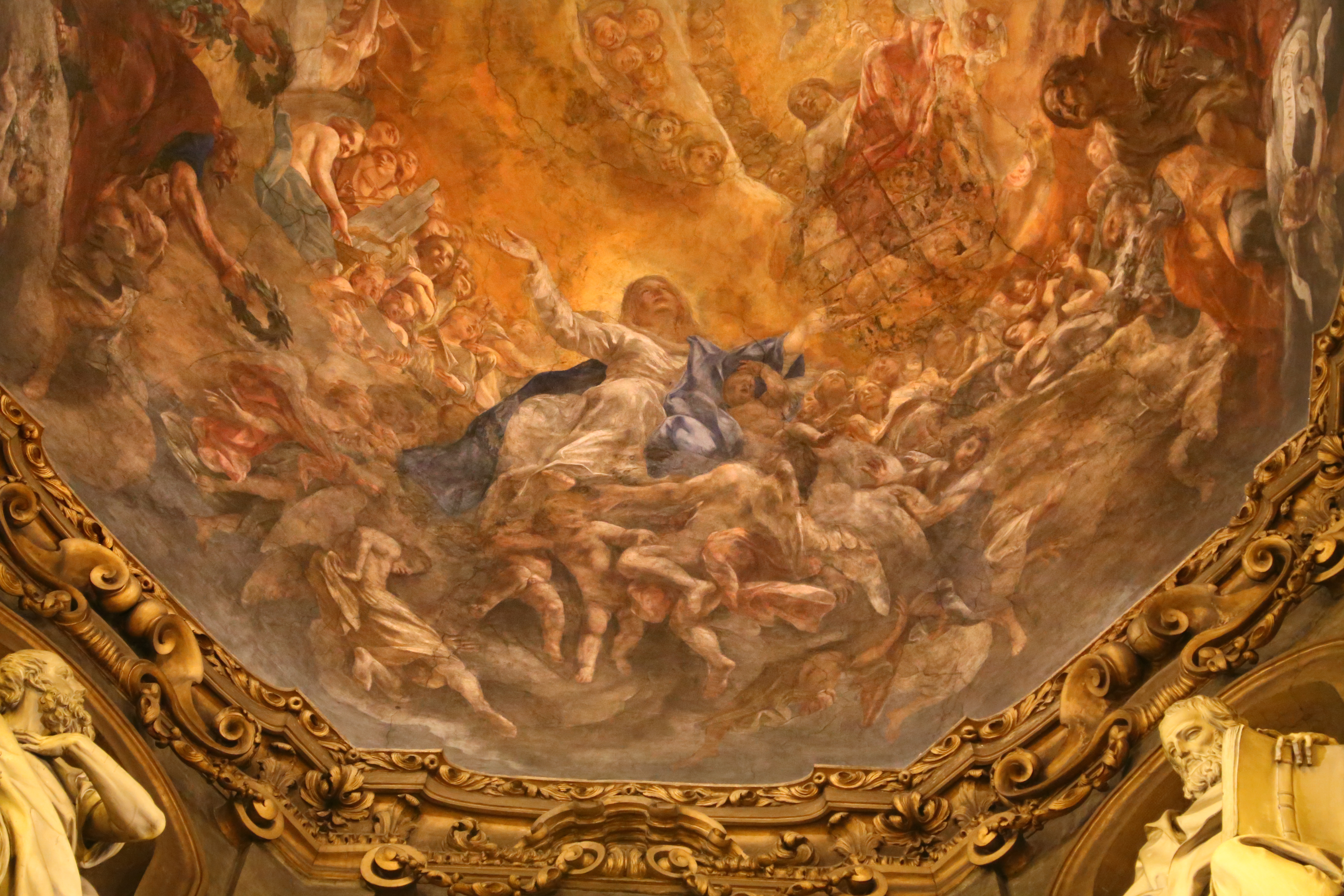
La cupola dell'Assunta di Carlo Cignani (dettaglio)

I personaggi principali e i loro relativi elementi simbolici sono:
- San Giuseppe (corona di gigli)
- Giovanni Battista: un angelo ai suoi piedi porta scritto ECCE AGNUS DEI
- Santo Stefano (palma del martirio e sasso, strumento con cui fu ucciso)
- Pie donne
- Arcangelo Michele,(lancia e corona di fuoco)
- San Giorgio (spada)
- Adamo, Eva e Abele
- Abramo con Isacco
- Mosè (tavole dell'Alleanza)
- Davide (corona, armatura e libro dei Salmi)
- Melchisedech (corona di spighe di grano e uva)

La conservazione è stata nel tempo difficoltosa, per via della tecnica: Cignani, infatti, aveva lavorato in vent'anni alla cupola, intervenendo con più strati di pittura a secco. Un primo intervento di restauro si ha a opera di Pompeo Randi nel 1865. Si tratta di una generale ripulitura, riempimento a stucco di alcune lacune e riparazione del colore con acquerello tratteggiato e punteggiato, dove risultava più evidente il danno del tempo. Nel 1911 Pompeo Fortini, pittore e restauratore di Bologna conduce un nuovo restauro. La Soprintendenza ai Monumenti di Bologna interviene di nuovo nel 1938. Questi interventi non hanno tenuto conto delle ridipinture a secco e si deve attendere il restauro del 1978-1979 di Ottorino Nonfarmale per avere un intervento di consolidamento più filologico e che recuperasse in parte i danni del tempo e dei cattivi restauri. Negli anni Novanta del Novecento la cupola è stata dotata di un sistema di illuminazione.

#### L'immagine della Madonna del Fuoco

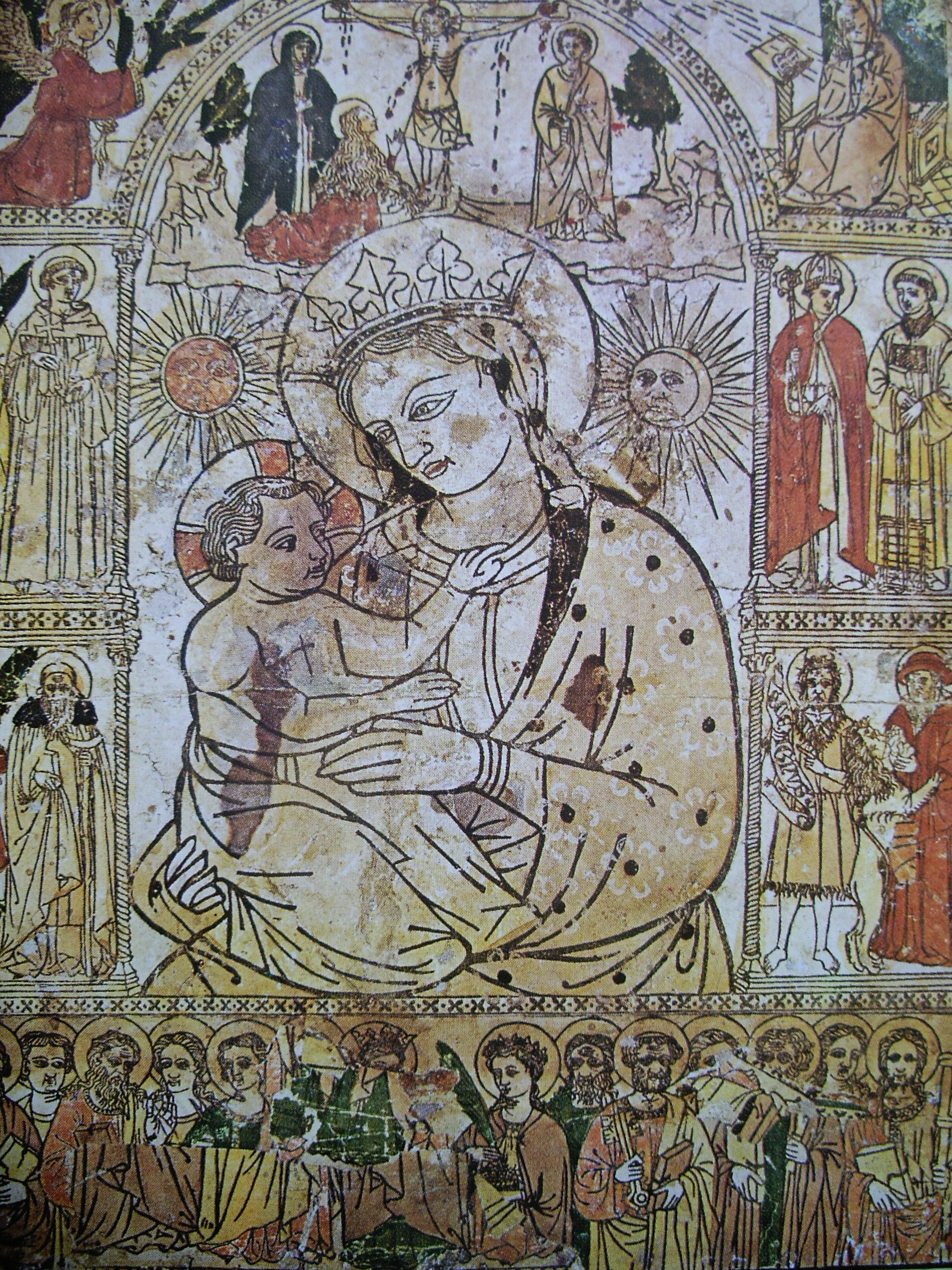
La Madonna del Fuoco

L'immagine della Madonna del Fuoco, una xilografia su carta sostenuta da una tavoletta di legno, era esposta fin dal 1425 sul muro di una scuola di Forlì dove insegnava un tal Mastro Lombardino da Riopetroso. Durante l'inverno, all'interno della scuola veniva acceso un focolare in modo da poter riscaldare gli alunni. Probabilmente quella sera, al termine delle lezioni, non ci si assicurò che le ceneri fossero ben spente. Durante la notte di mercoledì 4 febbraio 1428 si sviluppò quindi un incendio che avvolse la scuola, distruggendola. La popolazione accorse per circoscrivere il fuoco e salvare il possibile. L'incendio però durò più giorni e della scuola rimasero solo macerie annerite. Destò perciò grande stupore rinvenire l'immagine della Madonna praticamente intatta. Fra i testimoni c'era anche il celebre Ugolino Urbevetano da Forlì. Il Governatore della città, il Legato pontificio Monsignore Domenico Capranica, ordinò di portare l'immagine nel duomo della città con una solenne processione, tenutasi l'8 febbraio.

### Cappella del Santissimo Sacramento
La cappella del Santissimo Sacramento, già santuario della Madonna della Ferita, viene costruita su progetto di Pace Bombace per volontà di Caterina Sforza nel 1490. La struttura ha forme rinascimentali, con pianta centrale e cupola ottagonale visibile dall'esterno. In questo richiama l'Oratorio di San Sebastiano a Forlì, edificio progettato dallo stesso autore.

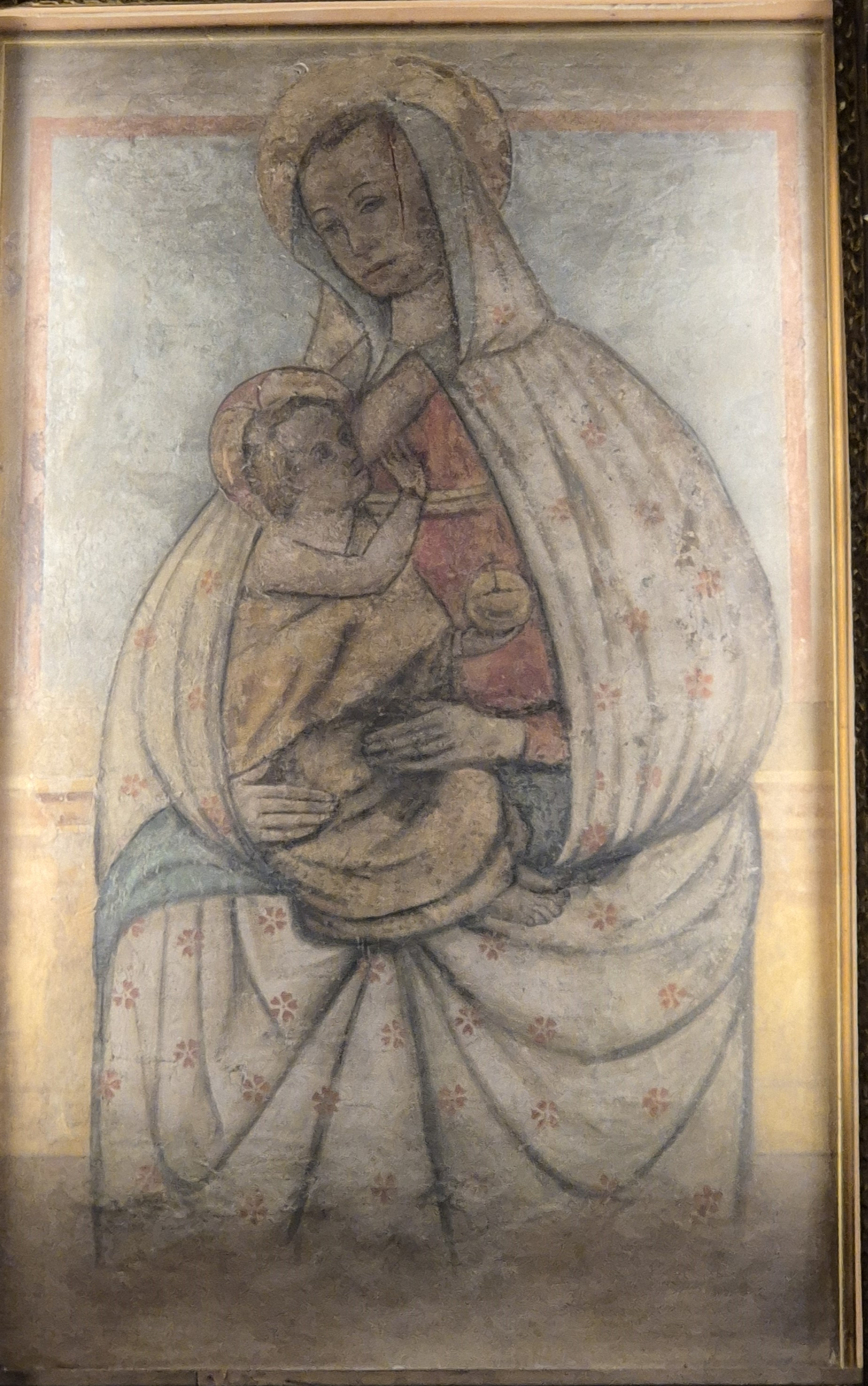
Madonna della Ferita, XV secolo, affresco, 170x105 cm, Forlì, Duomo

L'edificio nasce per celebrare un'immagine di Maria ritenuta miracolosa. Si tratta della Madonna della Ferita, un'immagine di Maria con il Bambino. L'affresco si trovava in origine sul muro della Canonica, edificio presente al lato destro del Duomo e aveva già fama di essere miracolosa per i fatti di sangue: si diceva infatti che nel 1480 avesse sanato un calzolaio gravemente ferito. Il nome di Madonna della Ferita deriva dal colpo inferto da un uomo il cui nome non è stato tramandato (si dice fosse servo di una importante famiglia forlivese) che, sfregiando il volto di Maria per la rabbia di aver perduto al gioco, fece scaturire del sangue dall'immagine. La tradizione vuole che la "ferita" si rimarginasse, lasciando però una cicatrice, ancora visibile sul dipinto.
Di mano anonima e forme popolari la Madonna della Ferita ha un'immediatezza descrittiva notevole, sia nello sguardo benevolo, sia nel gesto infantile del bambino che cerca bramoso il latte materno. Particolare è la scelta del mantello che e decorato con fiori stilizzati e presenta un colore molto chiaro. In generale tutta la gamma cromatica è tenue e delicata.
La cupola viene decorata nel 1862 da Romualdo Baldini, pittore faentino, con Il Padre Eterno in gloria adorato da angeli, che corrisponde in maniera simmetrica all'Assunzione della Vergine di Cignani.
La Madonna della Ferita rimane sull'altare principale della Cappella fino al 1941, quando la cappella viene ridedicata al Santissimo Sacramento. In quell'occasione viene collocata sull'altare principale la statua raffigurante il Sacro Cuore, eseguita dallo scultore toscano Federico Morosini. 

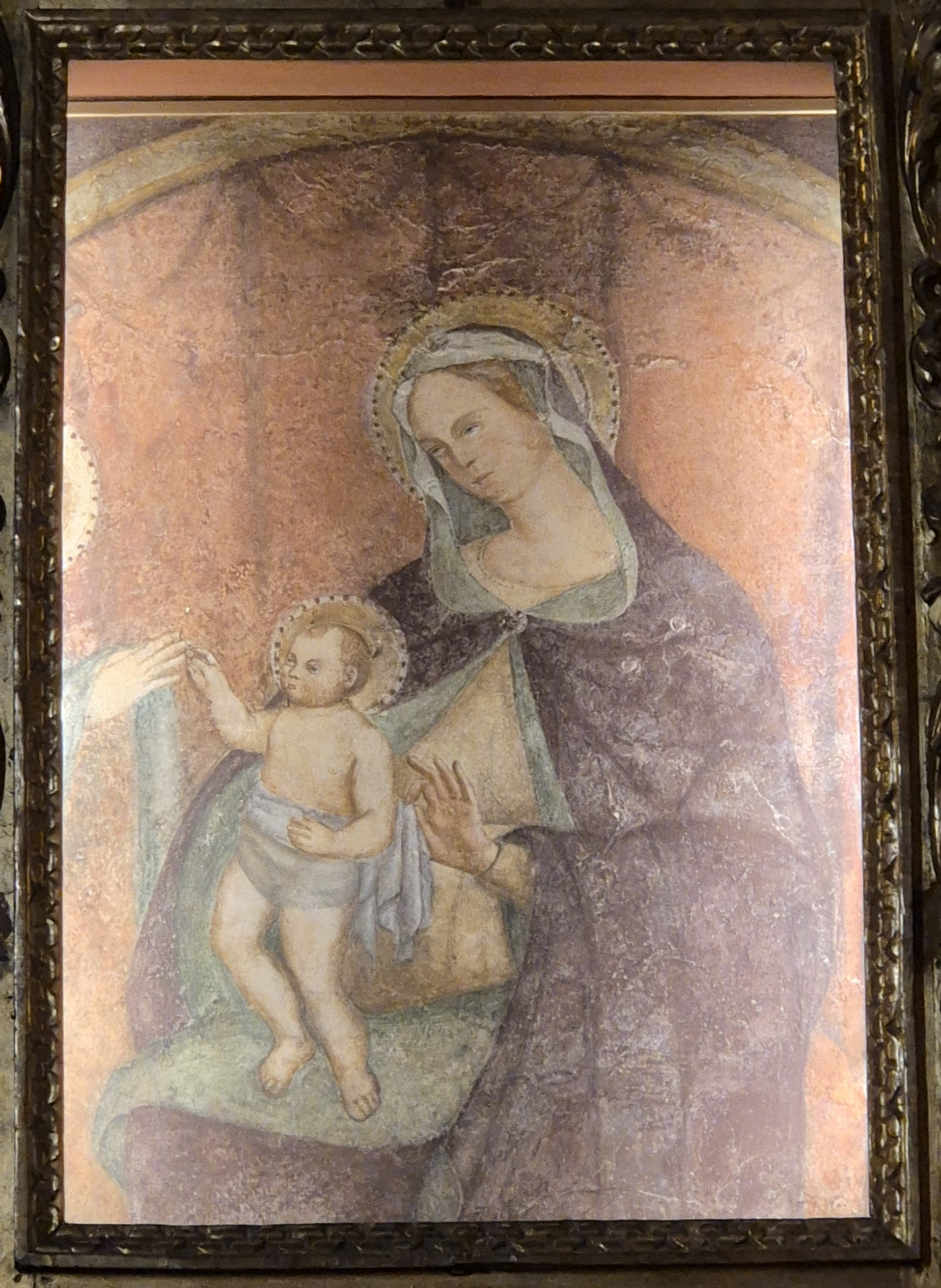
Guglielmo degli Organi (attribuito), Madonna delle Grazie, secolo XV, Forlì, Duomo

Nel 1941 la cappella viene completamente ridecorata a opera del pittore milanese Cesare Secchi.
Sull'altare di sinistra si trova un'altra immagine della Vergine con il Bambino, chiamata Madonna delle Grazie o Vergine delle Grazie.
Sull'altare a destra si trova un'altra immagine mariana che presenta la Madonna con il Bambino, ma è chiaramente un frammento di un'opera più grande, dato che si può vedere sulla sinistra l'immagine di una figura femminile che riceve un anello dal Bambino, segno che probabilmente si trattava di uno Sposalizio Mistico di Santa Caterina. L'opera è stata rimossa dalla collocazione originaria (ignota) nel XVI secolo e portata in questa cappella e la tradizione popolare le ha dato il nome di Vergine delle Grazie. Attribuito a Guglielmo Organi, l'affresco presenta un'immagine di Maria di forme gotiche e di buona qualità. Gli occhi di un azzurro tenue e i capelli biondi sono tipici dell'ambito gotico. Non comune è invece la scelta del colore della veste. Nello sfondo il drappo rosso rende icastica la figura che appare solida e ben bilanciata.

### Cappella del Battistero
La cappella del Battistero si trova in fondo alla navata destra. Un tempo era decorata dal ciclo di affreschi di Livio Agresti Nove Storie eucaristiche e sette Profeti che attualmente fanno parte della collezione della Pinacoteca di Forlì. Verso la fine dell'Ottocento venne completamente rifatta. Attualmente la cappella conserva un pregevole Battistero esagonale di pietra datato 1504, opera di Tommaso Fiamberti e del suo collaboratore Giovanni Ricci. La base e la cornice superiore sono opera di Giacomo Bianchi da Dulcigno. Le sue sei facce presentano altrettanti bassorilievi: San Mercuriale col Drago, San Giovanni Battista, San Valeriano, Il Battesimo di Cristo, Sant'Elena e San Girolamo e La Decollazione del Battista.

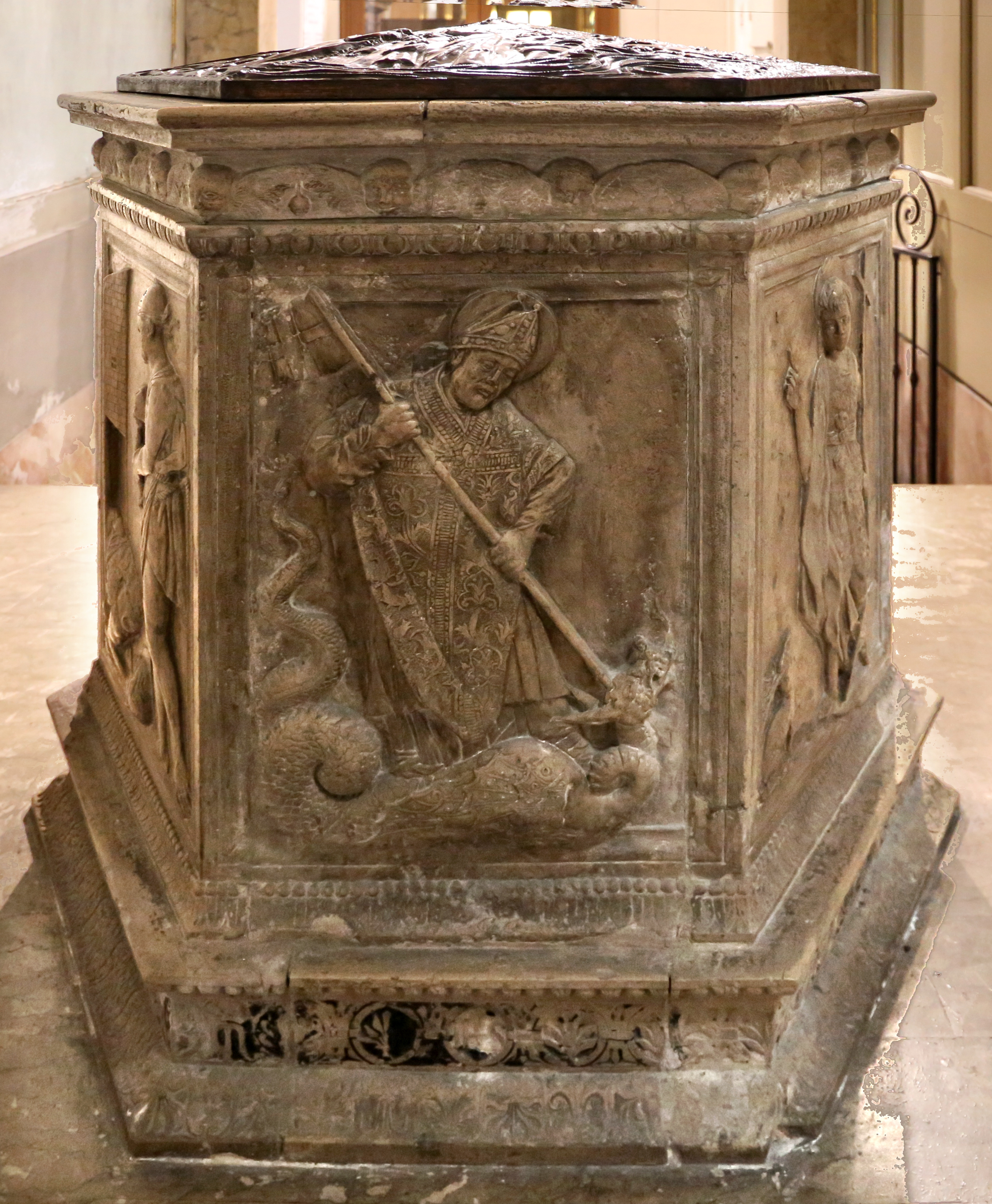
San Mercuriale e il drago
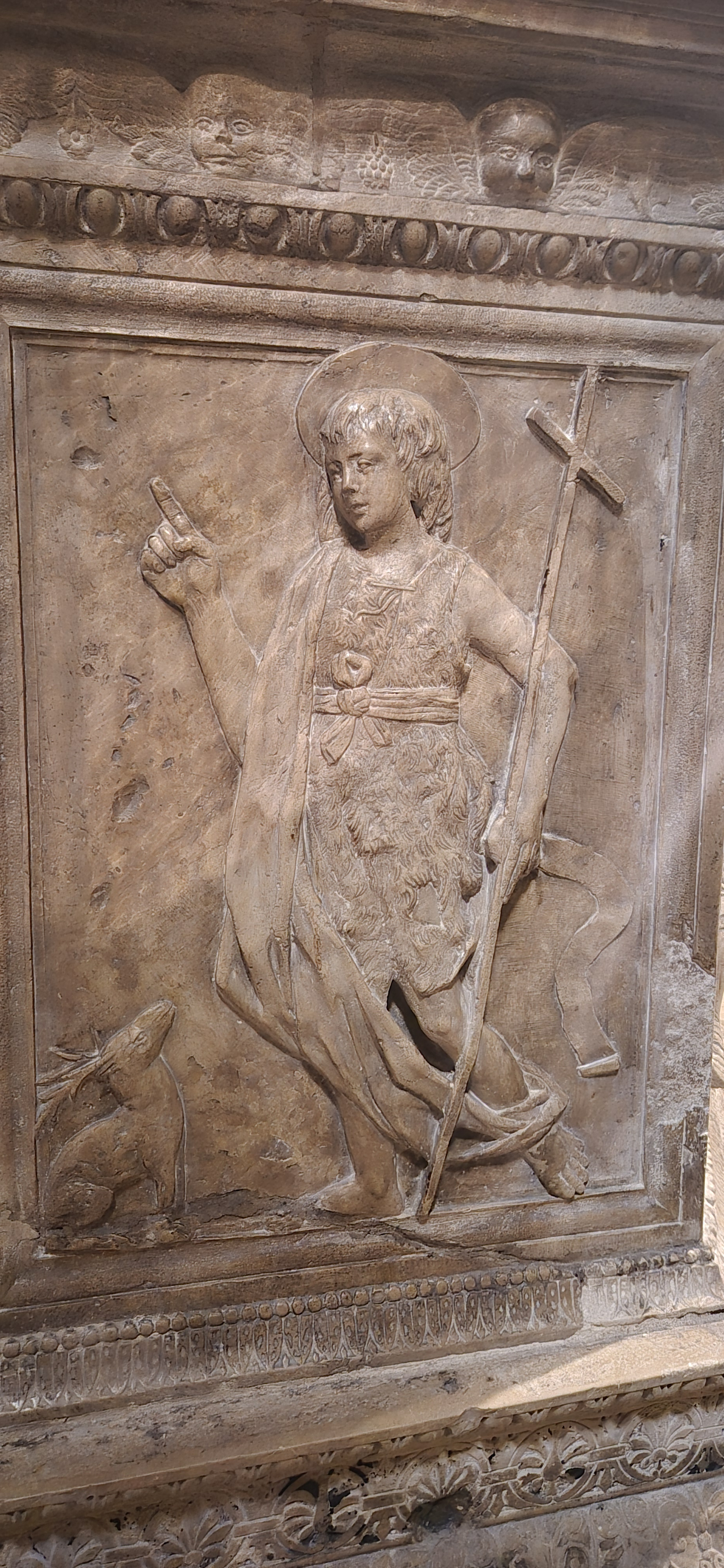
San Giovanni Battista
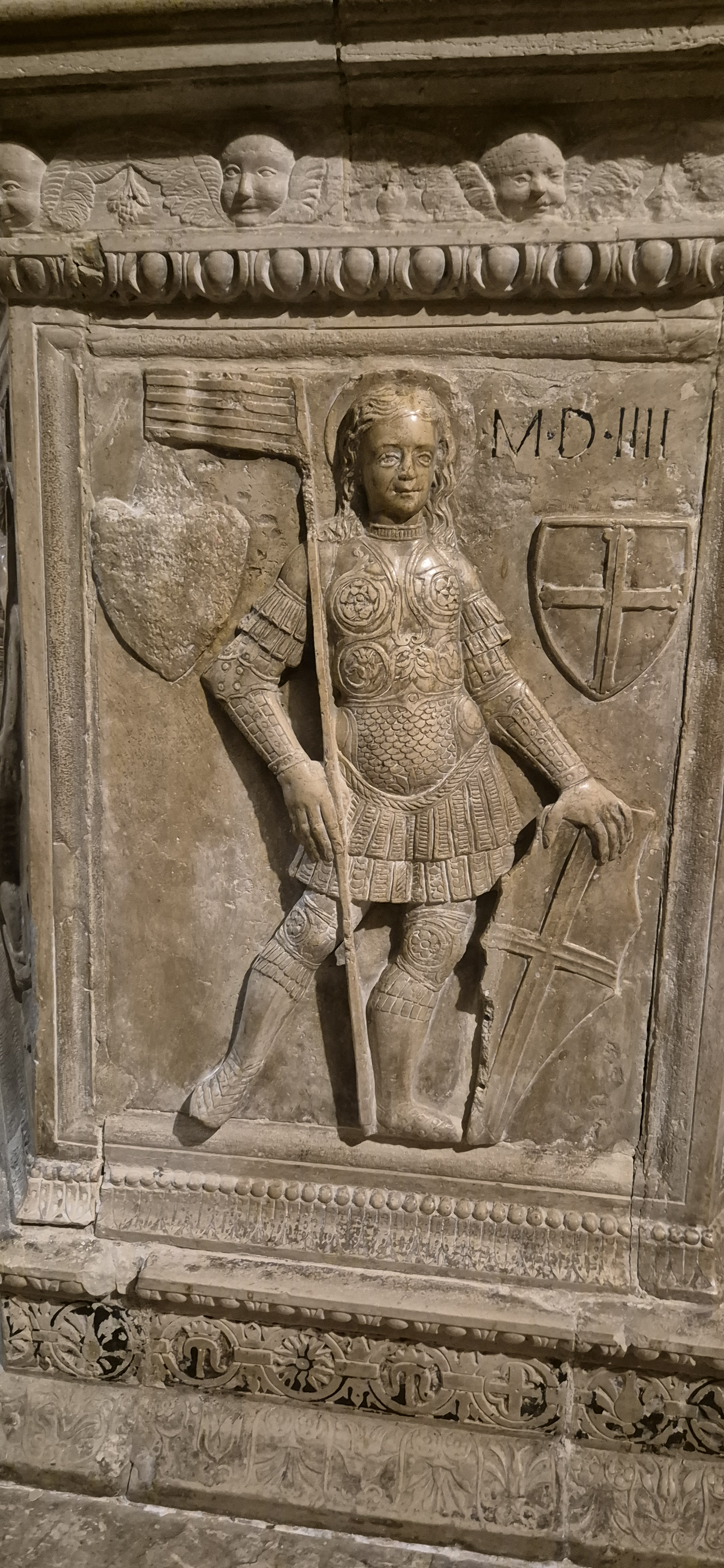
San Valeriano
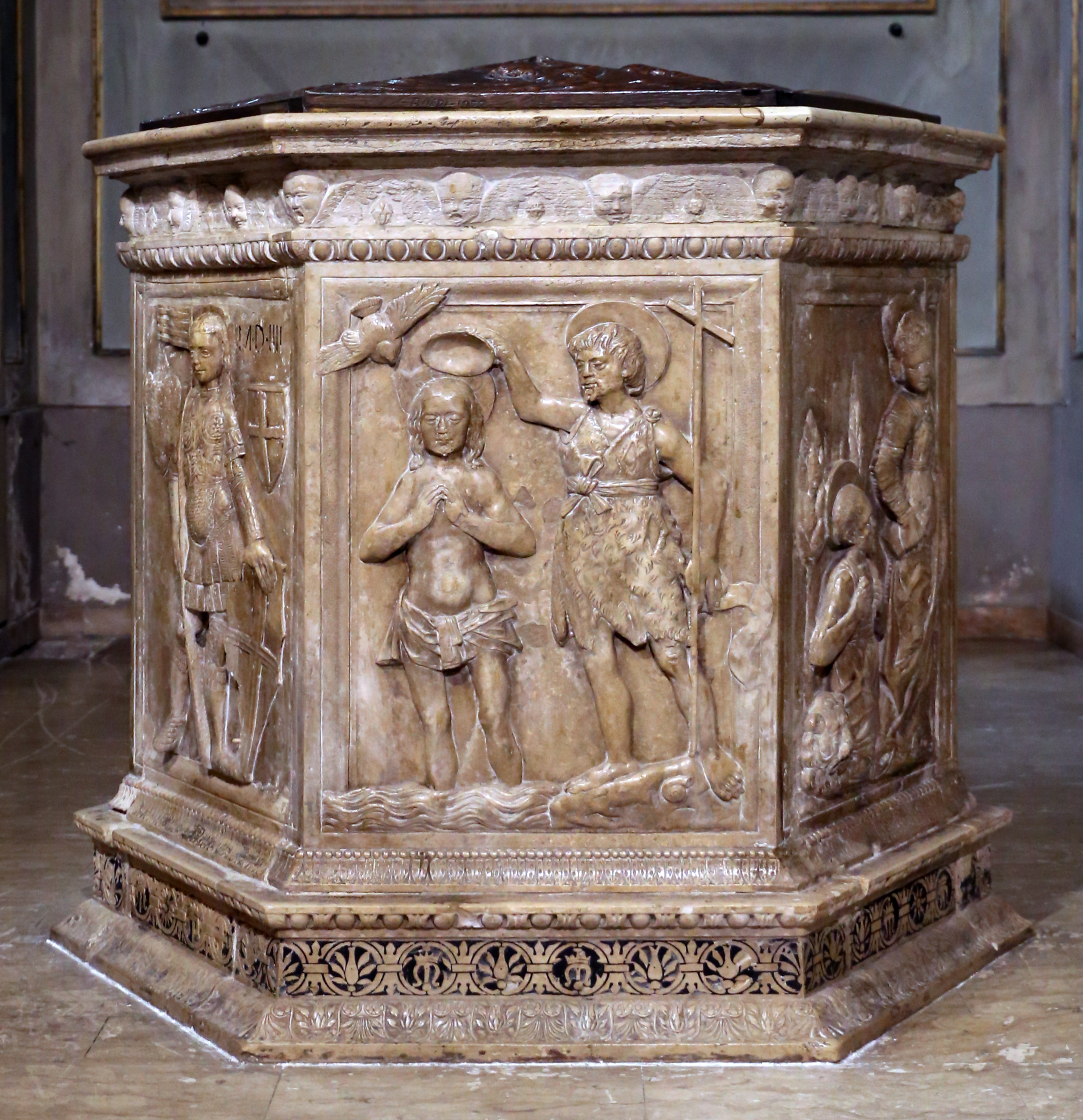
Battesimo di Cristo
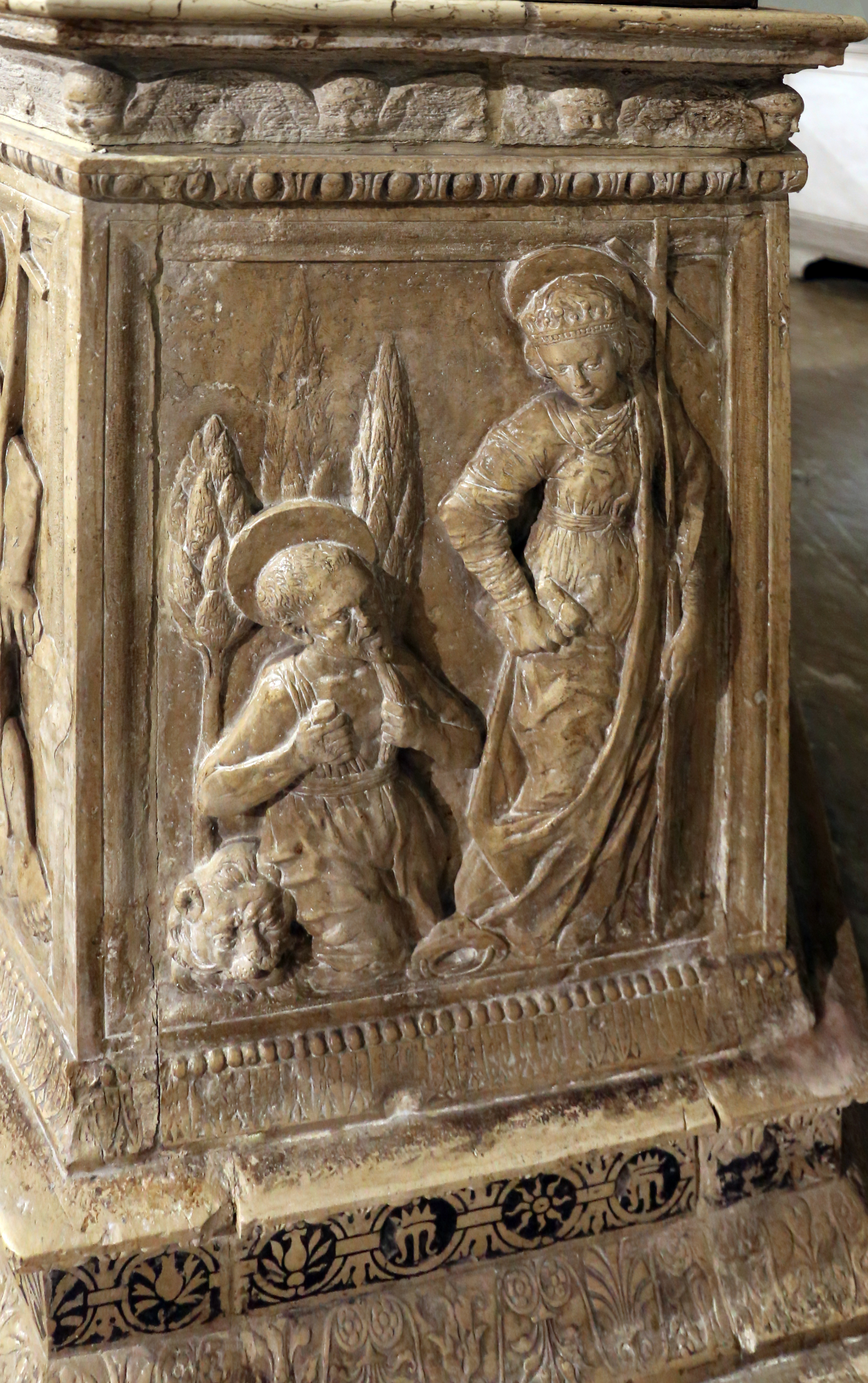
Sant'Elena e San Girolamo
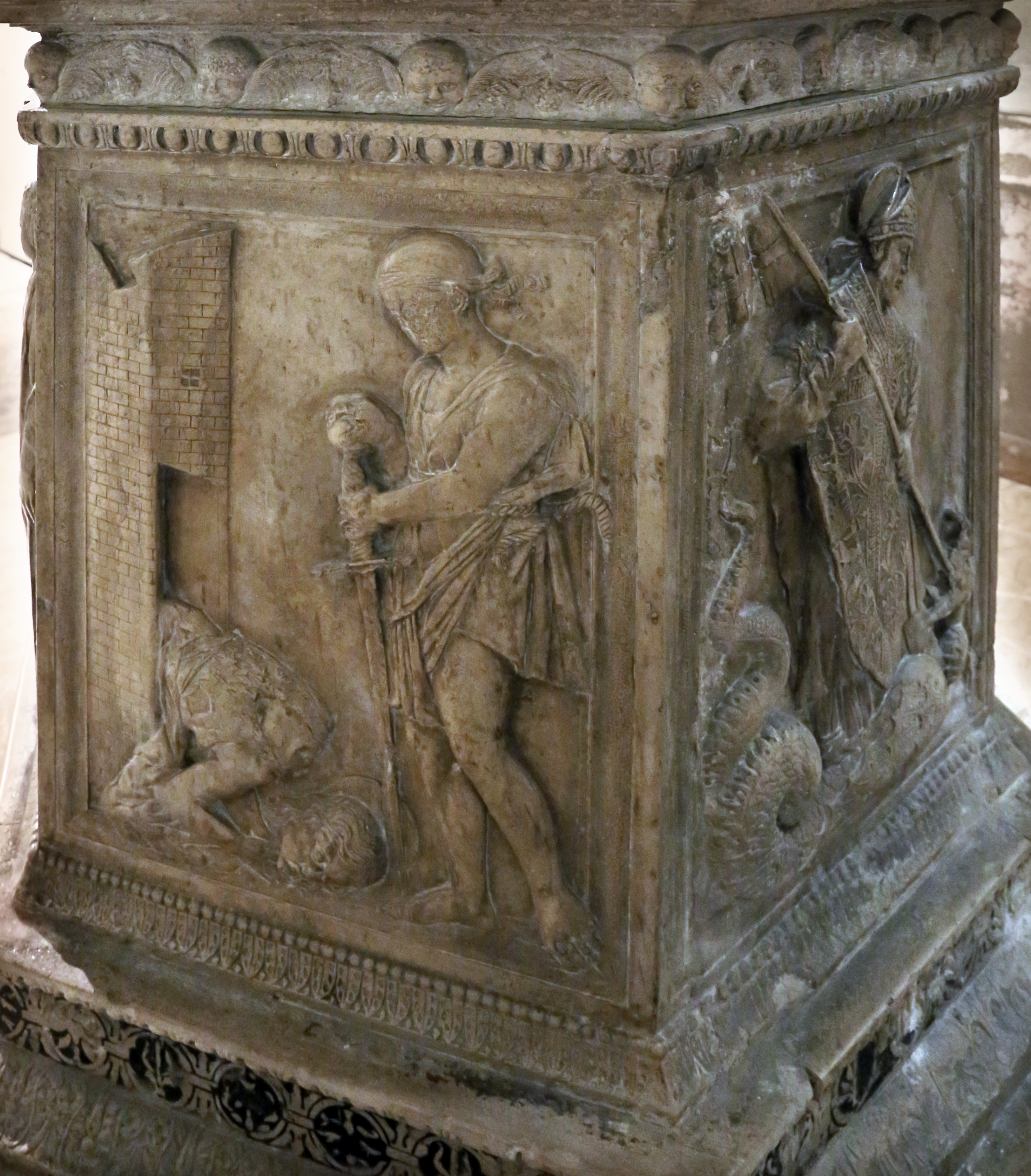
Decollazione del Battista

### Il Crocifisso della Cattedrale

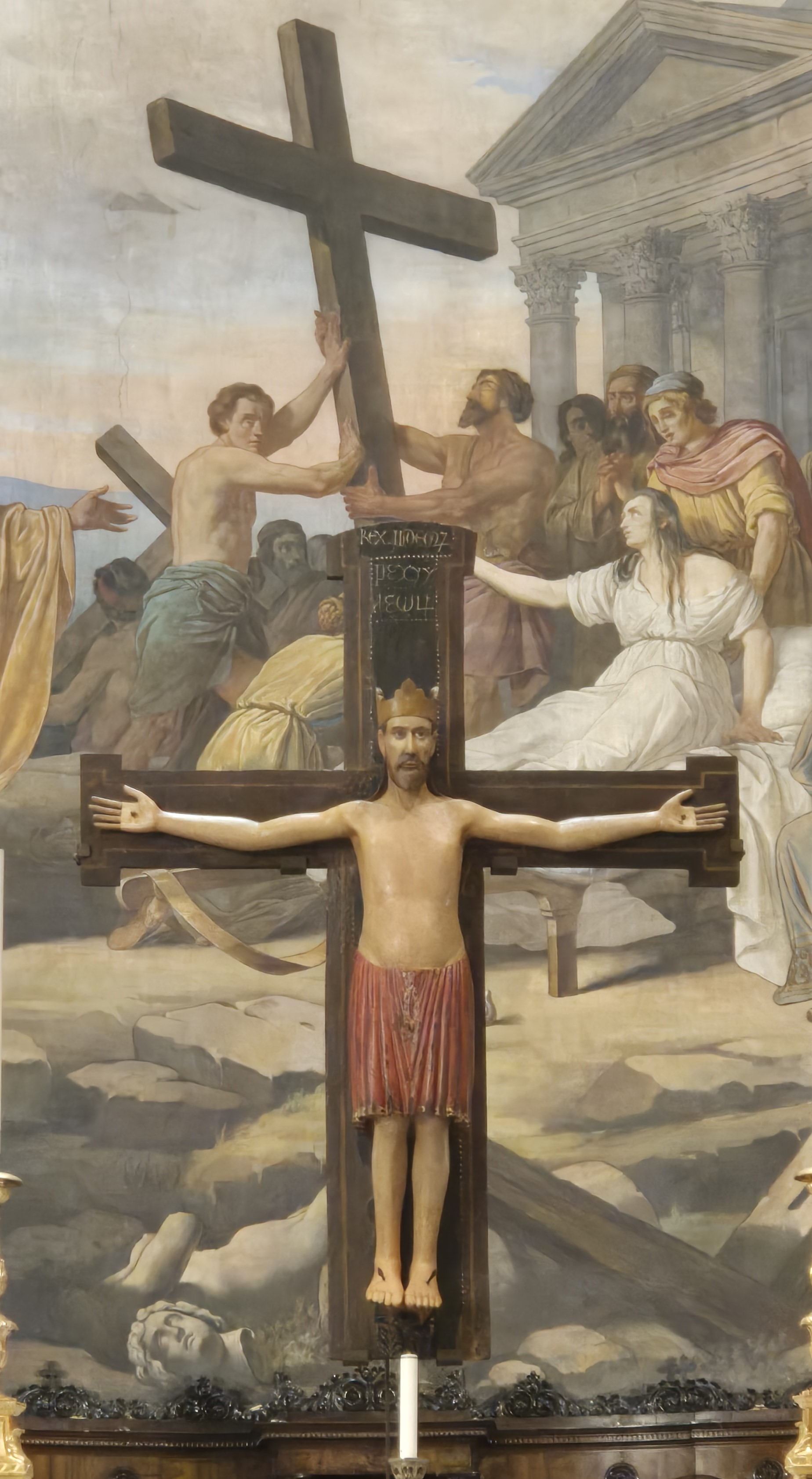
Crocifisso ligneo nella collocazione del 2024 e dopo l'intervento di restauro

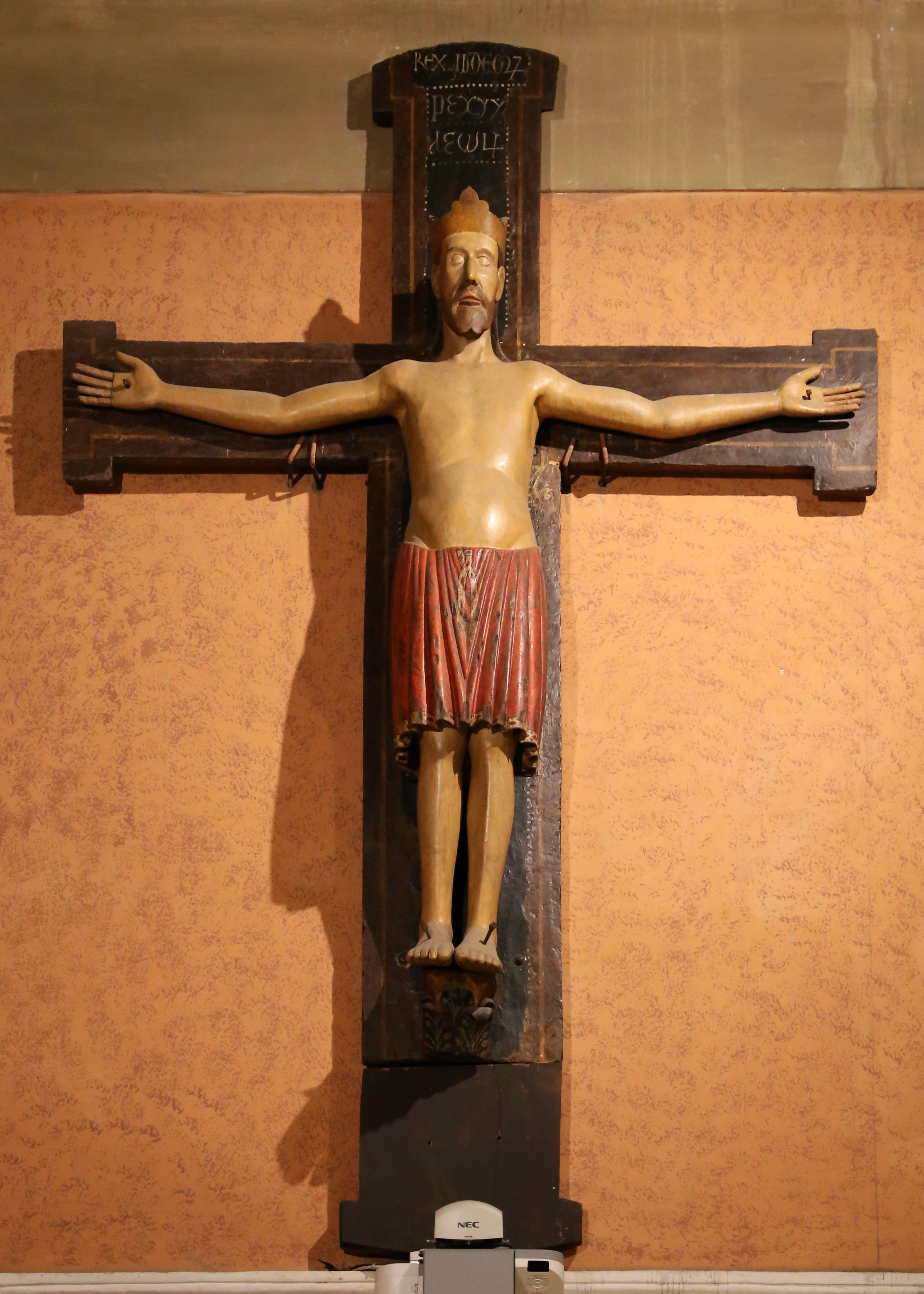
Il crocifisso della cattedrale (prima del restauro del 2024)

È un'immagine dal valore storico che lo pone ai vertici del suo genere in Italia. Lo si riferisce al XII secolo. Il tronco è un unico pezzo di legno sul quale sono innestati i piedi e le braccia, anch’esse realizzate con un'unica trave, ancorata con un incastro dietro le spalle. L’iconografia è quella del Christus Triumphans, non accasciato, ma dominante sulla croce, senza segni di sofferenza evidenti (non esce sangue dal costato o dalle piaghe), con gli occhi aperti (ripristinati con l’ultimo restauro, togliendo le palpebre sovrapposte) e con una corona regale in testa, invece della corona di spine. Il corpo è appeso alla croce con tenue realismo; non sformato. Il volto è eretto, tranquillo e maestoso; la barba, i baffi e i capelli sono ben ordinati, lo sguardo è fisso e solenne. Il Cristo poggia i piedi, su di un suppedaneo costruito su delle foglie, come a richiamare l'albero della vita. La policromia è integra e presenta passaggi di colore delicati nell’incarnato e un rosso più acceso nel drappo punteggiato da piccoli gigli d’oro. Le dimensioni sono notevoli: 3 metri di altezza per 2 metri di larghezza. La croce, semplice e dipinta con lacca nera, presenta tracce di decorazione policroma ed escrescenze che suggeriscono una cornice quadrilobata. Sopra il capo del Cristo sono incise due frasi che recano la stessa iscrizione latina: "Rex Iudeorum" (Re dei Giudei). Quella posta più in alto, è di scrittura semplice e potrebbe sembrare goticheggiante. Quella sotto, su due righe, forse la più antica, presenta la stessa iscrizione con caratteri incerti tra il greco e il latino.
L'opera in origine era forse posizionata all’ingresso della cattedrale del Trecento, prima dei rifacimenti ottocenteschi. Successivamente è stata spostata in una zona a lato dell'altare, in alto, al termine della navata di sinistra. Nel 2024 è stato completamente restaurato dal laboratorio SOS Art di Carlotta Scardovi di Bologna, in memoria di Martino Brunelli. 

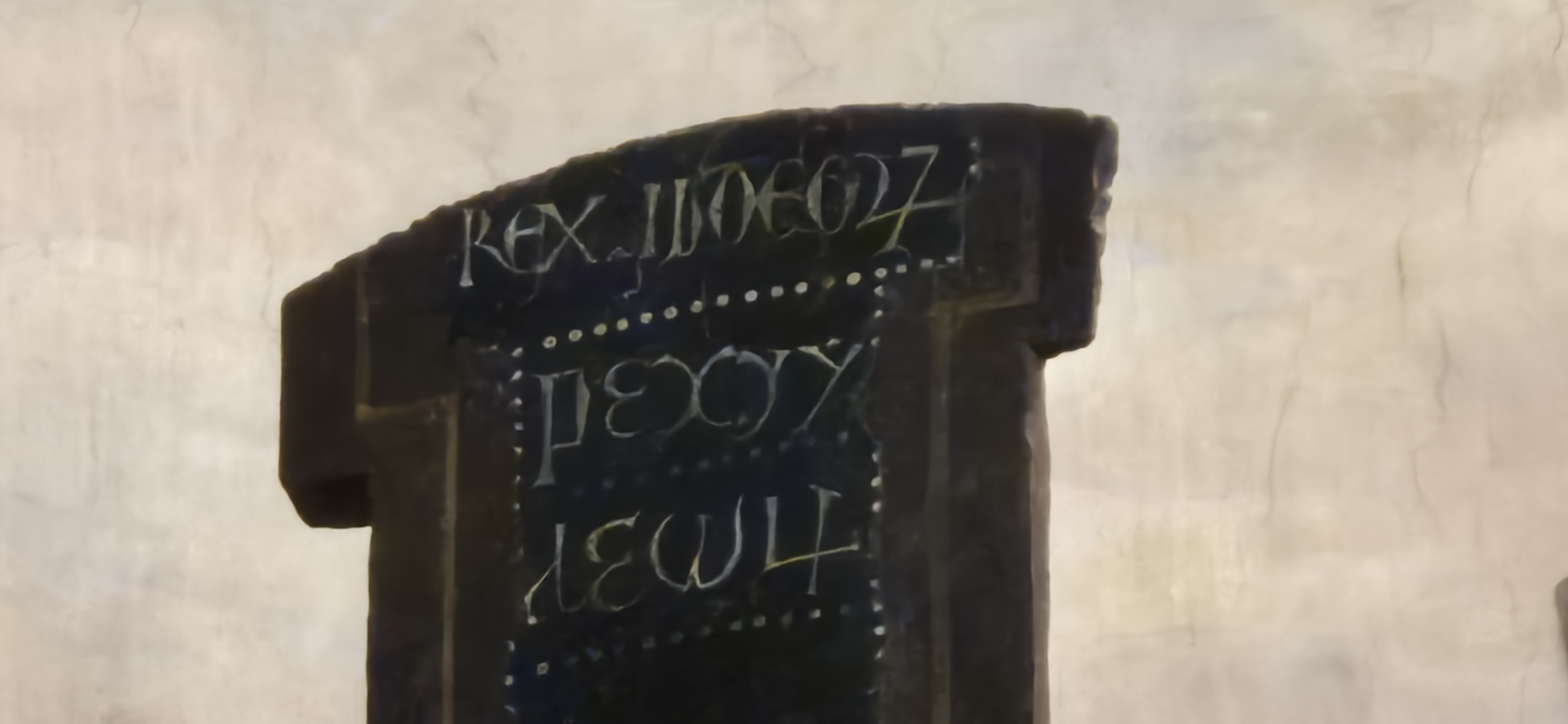
Crocifisso del Duomo di Forlì, dettaglio della croce

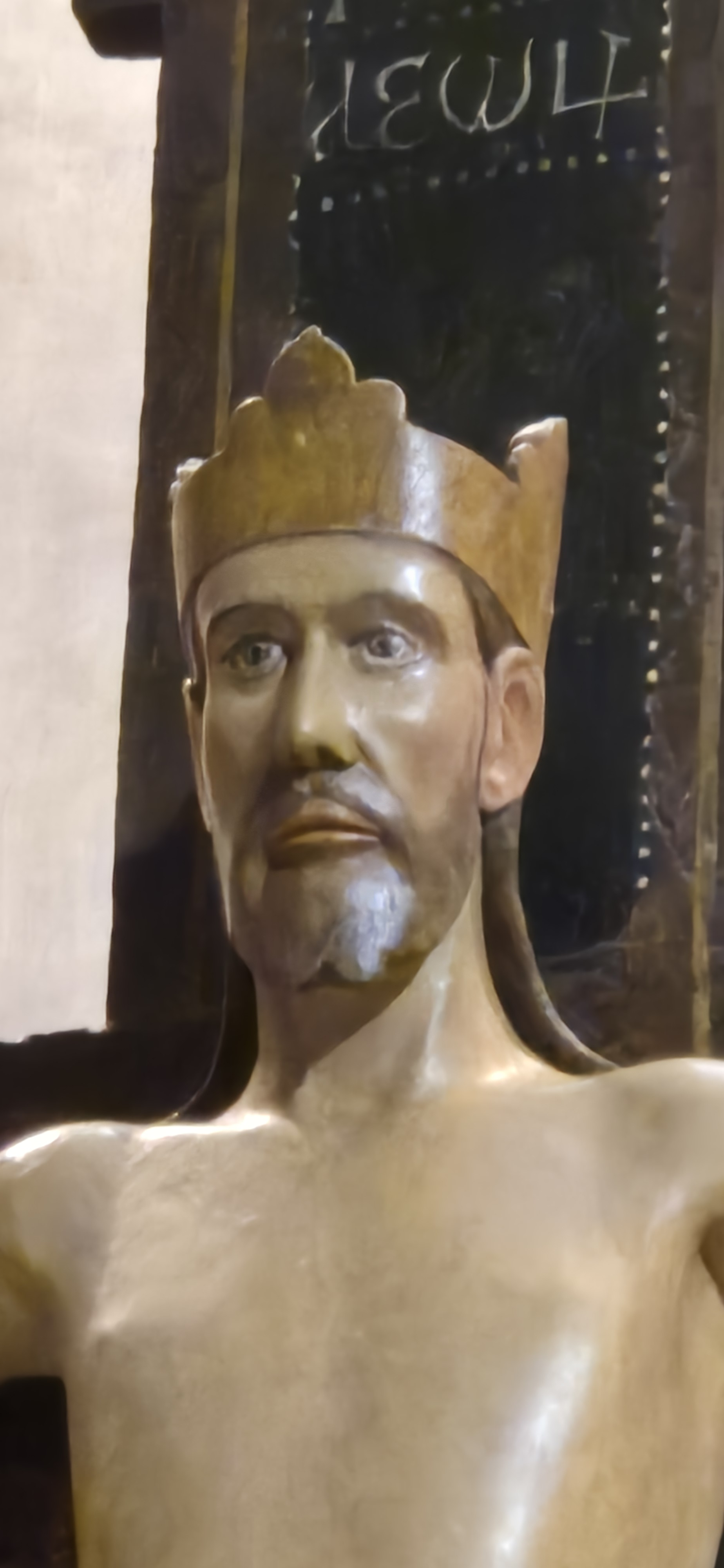
Crocifisso del Duomo di Forlì, dettaglio del volto

L'intervento ha pulito le superfici, consolidando i vari strati, ma ha anche provveduto a rimuovere elementi non originali, quali le palpebre sovrapposte agli occhi, che sono tornati aperti.
L'opera è stata esposta per circa due settimane fra agosto e settembre 2024 nel Vescovado, per essere poi ricollocata in Cattedrale il 15 settembre 2024, ricorrenza della festa della Vera Croce. Invece che nella zona defilata che occupava in precedenza, si è deciso di posizionare il Crocifisso nel centro del presbiterio, in considerazione del fatto che è stato scelto come simbolo dell'Anno Giubilare 2025.

### Interventi di Pompeo Randi
Pompeo Randi viene chiamato a lavorare alla decorazione che prevede un progetto che globalmente vuole:
- Esaltare la Croce (per via della dedicazione del Duomo, ovvero Santa Croce): affresco dell’abside (1863) e in controfacciata (1877)
- Raccontare scene relative alla vita ecclesiastica forlivese: decorazione delle navate minori
- Aumentare la decorazione della cappella della Madonna del Fuoco, uniformandola anche alla nuova parte della chiesa (piccole cupole sopra i due altari laterali; affresco sul miracolo). Era presente anche un Battesimo di Cristo oggi non visibile perché coperto.

#### La decorazione absidale

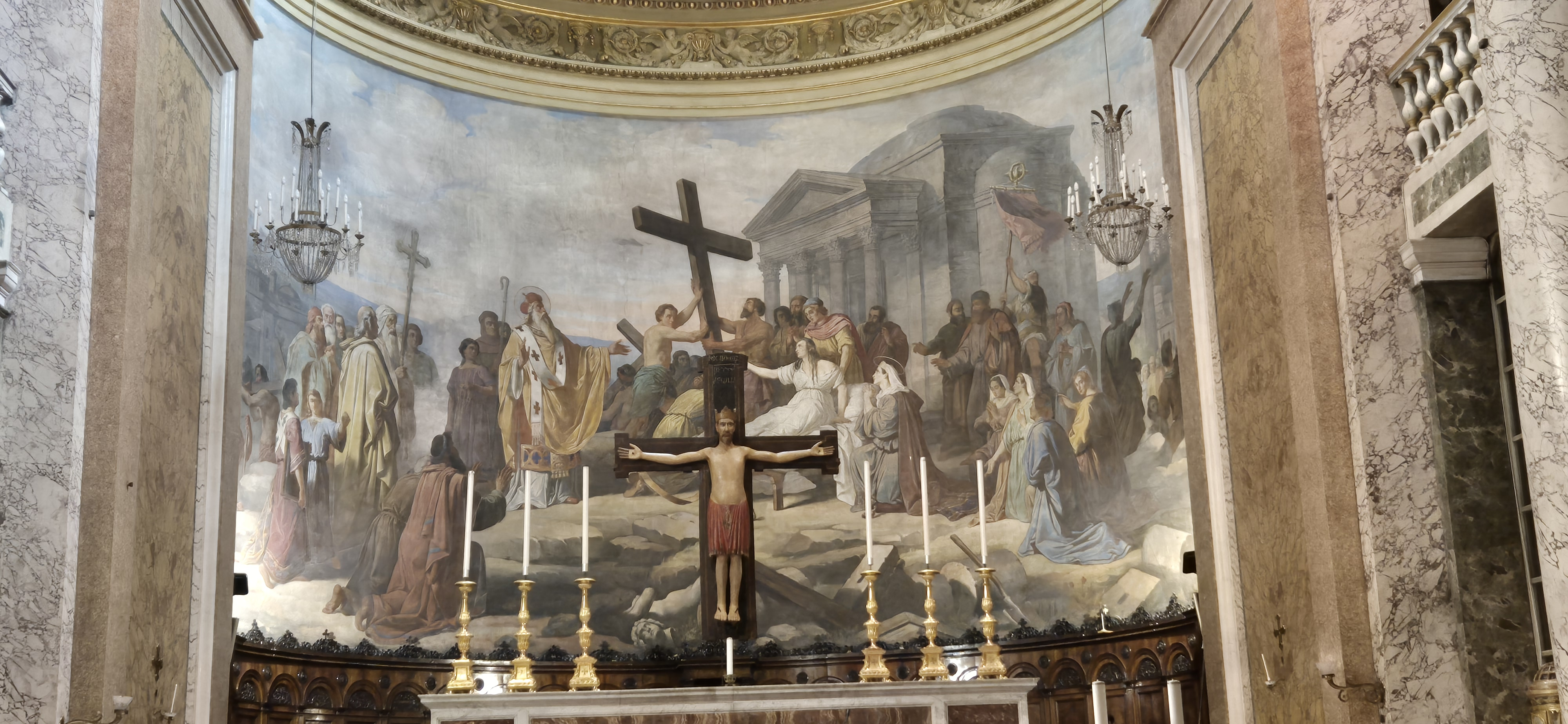
Pompeo Randi, L'Invenzione del Santo Legno della Croce, 1863, affresco, 600x1800 cm, Forlì, Duomo

L’Invenzione della Vera croce (dal latino invenire cioè trovare, inteso dunque come ritrovamento) è la sfida più grande per Pompeo Randi. In origine si era pensato di collocare sull’altare una Pala di Marco Palmezzano che si trovava nella chiesa interna delle monache, data la presenza in essa della Croce.
Poi si era passati all’ipotesi di far dipingere una pala a Randi, ma si decide infine di pensare un progetto grandioso di decorazione dell’intera abside, un affresco che segue la circolarità del muro e si estende su tutta la superficie.
Il tema è derivato dalla dedicazione del Duomo alla Santa Croce e si riferisce a un episodio di una leggenda, nata alla fine del IV secolo e poi diffusasi in periodo medievale grazie prima ai manoscritti carolingi, poi alla Legenda Aurea di Jacopo da Varagine (1260). La leggenda riguardava la storia del legno e poi della Croce da esso derivato su cui era stato crocifisso Cristo. L’episodio scelto è quello chiamato “Invenzione della croce”, dove invenzione significa ritrovamento. Si racconta infatti che Sant’Elena, madre dell’imperatore Costantino, fosse stata mandata dal figlio in Terrasanta per trovare la Croce che lui aveva sognato e che gli aveva consentito di vincere la Battaglia di Ponte Milvio. L’episodio avrebbe poi inaugurato la cristianizzazione di Roma ed è dunque un evento cardine della fede cristiana. Questa parte della leggenda è riferita da Sant’Ambrogio e arricchita da Paolino di Nola. Giunta sul luogo Elena, guidata dal vescovo di Gerusalemme, Macario, aveva trovato tre croci, ovvero quella di Cristo e quella dei ladroni. Per capire quale delle tre fosse quella che cercava si dice la accostasse a un infermo (o a un defunto) e che questi risultasse guarito (o resuscitato). L’evento viene raccontato da Pompeo Randi inserendo gli elementi principali:

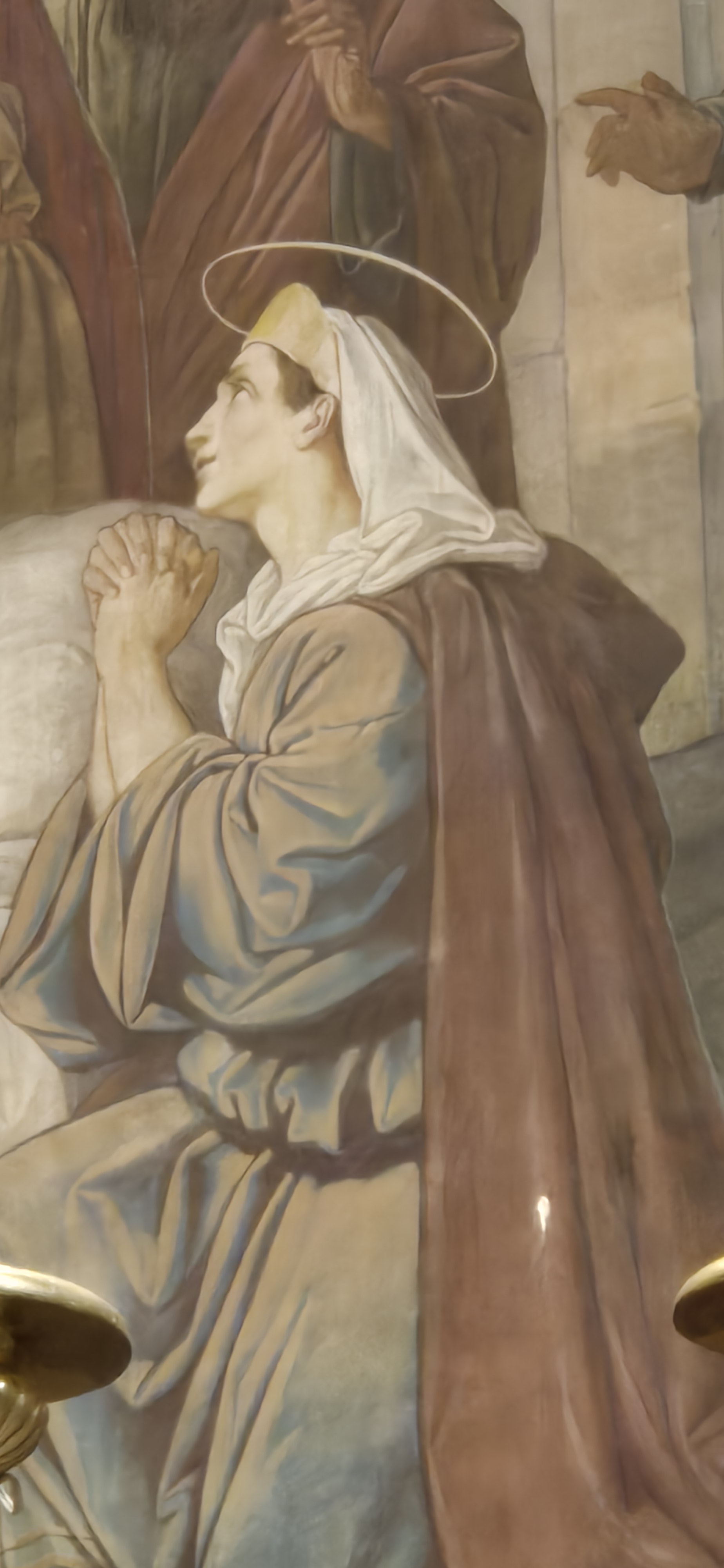
Pompeo Randi, Sant'Elena, particolare dell'affresco dell'Invenzione della Croce

- Sant’Elena inginocchiata e San Macario abbigliato da vescovo (riconoscibili dalle aureole)
-  L’inferma (in questo caso l’iconografia scelta è quella di una donna)
-  La croce principale e altre croci “accessorie”: le due che vengono scartate in secondo piano, quella portata dal corteo del vescovo (destra) e quella che domina la città (sinistra) che simboleggiano la vittoria del cristianesimo
-  L’insegna SPQR che simboleggia il ruolo di Roma
-  L’edificio in secondo piano che sarebbe la Basilica del Santo Sepolcro (che in effetti ha una cupola) ricorda maggiormente il Pantheon, omaggio del pittore ai suoi anni passati a Roma, ma anche la facciata stessa del Duomo di Forlì e la Rotonda di Palladio, edificio sotto cui si consumò la battaglia di Vicenza in cui perse la vita il fratello di Pompeo Randi
-  Davanti si vedono delle rovine del tempio di Venere che si dice fosse sorto in precedenza sulla collina del Golgota. La rovina simboleggia la fine del paganesimo.
Gli abiti sono ricchi e si presentano come un misto fra abiti all’antica e invenzione romantica, come pratica comune dell’epoca, che non prevedeva grande filologia nelle scelte.
La resa del dipinto è complicata dall’incurvarsi del muro, per cui è necessario correggere gli errori di proporzione. La composizione è sapiente e ben orchestrata, con al centro la grande croce e la figura femminile protagonista del miracolo, esaltata anche dal bianco della veste. Il colore luminoso dato anche dalla presenza ariosa del cielo, costruisce delle corrispondenze armoniche che danno bilanciamento alla struttura.

#### Scene di religiosità forlivese
Le scene sono collocate in alto lungo le navate laterali. Sono in genere affreschi a eccezione di due dipinti a olio.
Nella controfacciata si trovano: San Mercuriale battezza un fedele e I santi Grato e Marcello distribuiscono le elemosine. Mercuriale, Grato e Marcello sono i primi Santi forlivesi.
Lungo la navata di destra si trovano: Pellegrino Laziosi chiede perdono a San Filippo Benizi; Venerazione della Madonna della ferita; Un servo degli Orgogliosi si scaglia contro l’immagine della Madonna e un episodio che non è coerente con il programma decorativo indicato, dato che non riguarda l'ambito forlivese, ovvero La Fuga in Egitto. I temi collegati alla Madonna della Ferita si riferiscono alla presenza del Santuario della Madonna della ferita (un tempo edificio a sé stante ora inglobato nella chiesa) e alla presenza della relativa immagine devozionale al suo interno.
Lungo la navata di sinistra si trovano: Beato Marcolino Amanni in estasi; Traslazione della Madonna del Fuoco; Forlì liberata dalla pestilenza grazie alla Madonna del Fuoco; San Valeriano riceve la spada dall’imperatore di Costantinopoli. I due episodi legati alla Madonna del Fuoco sono determinati dal fatto che su questa navata si affaccia la Cappella della Madonna del Fuoco, mentre la scena con il Beato Marcolino si trova in corrispondenza con la teca in cui riposa il suo corpo.

##### San Mercuriale battezza un fedele

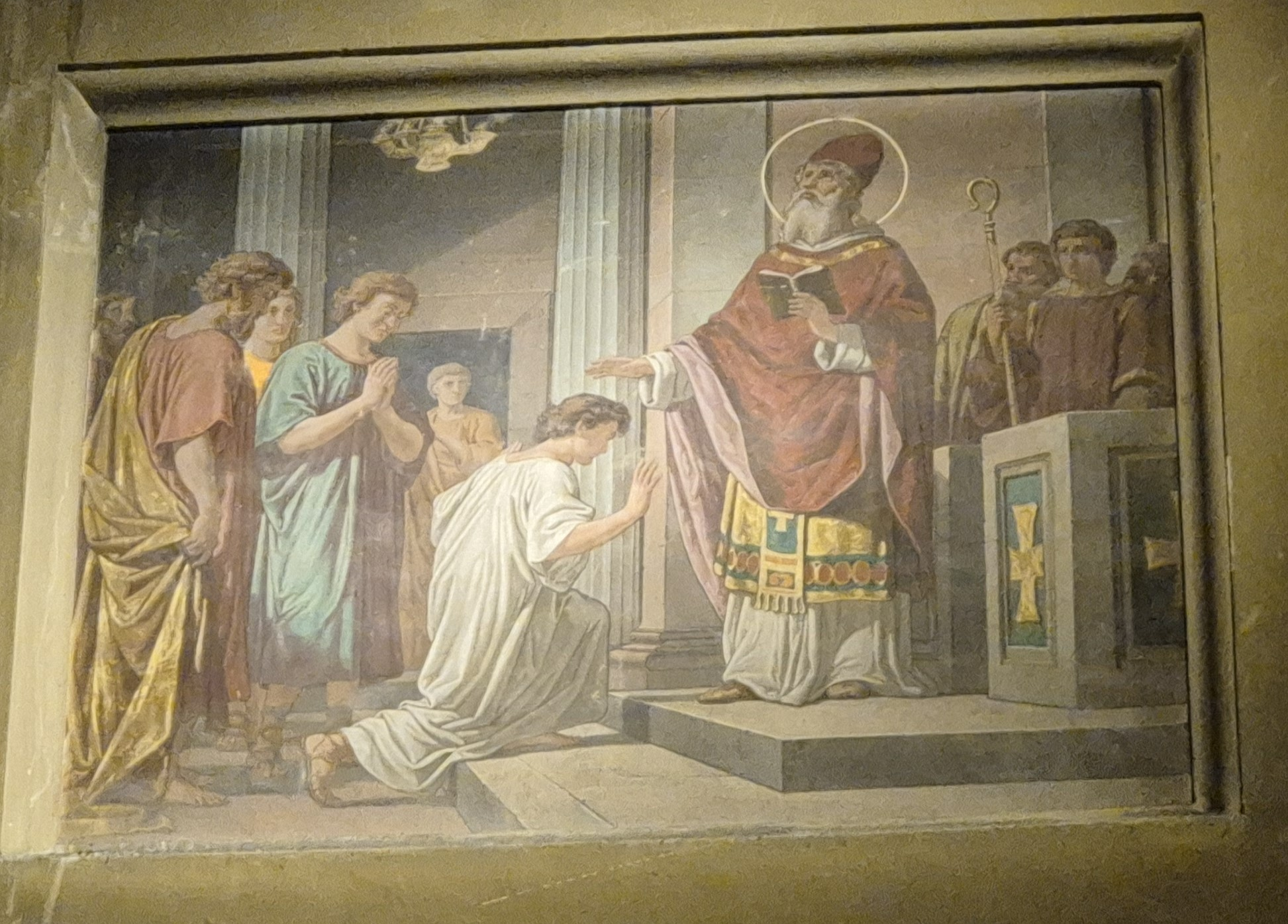
Pompeo Randi, San Mercuriale impartisce il sacramento del battezzare al popolo forlivese, 1874, affresco, 200x250 cm, Forlì, Duomo

L’affresco mostra il Santo Forlivese per eccellenza, San Mercuriale, che secondo la tradizione è stato il primo vescovo della città e ha evangelizzato la zona. Proveniente dall’Armenia (come dimostrano gli studi sui suoi resti compiuti nel 2019), il Santo è protagonista di due leggende molto note: la sconfitta di un drago e il recupero di prigionieri forlivesi portati in Spagna da Alarico. Qui Randi preferisce mostrarlo nella sua quotidianità, intento a battezzare un fedele. L’origine orientale è resa esplicita dalla barba biforcuta, di moda nelle zone bizantine. Abbigliamento e ambienti sono genericamente all’antica.

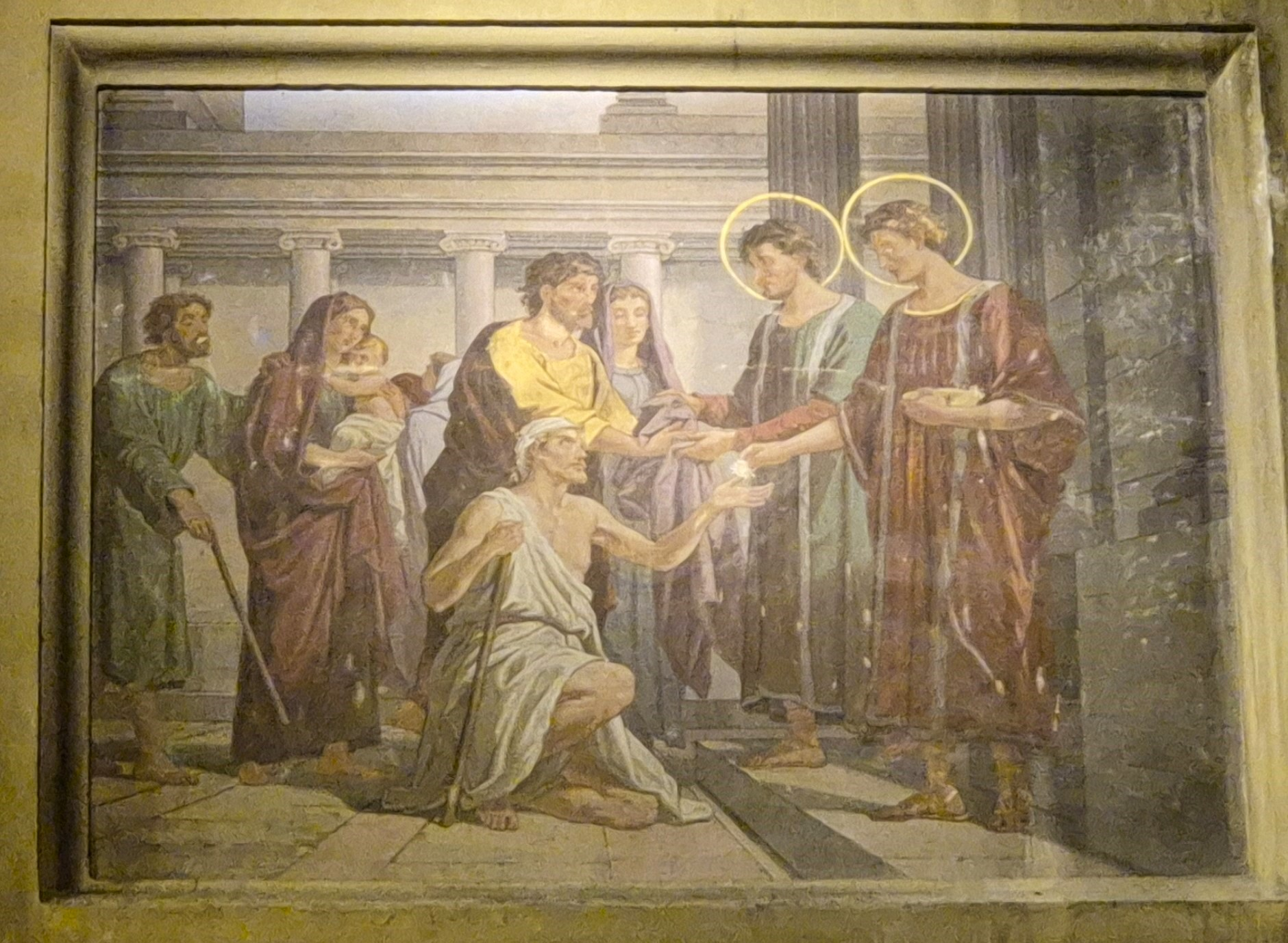
Pompeo Randi, I Santi Grato e Marcello distribuiscono ai poveri le elemosine, 1874, affresco, 200x250 cm, Forlì Duomo

I Santi Grato e Marcello distribuiscono le elemosine
I Santi Grato e Marcello sono figure la cui biografia è difficile da ricostruire, dato che la loro storia affonda nella leggenda. Secondo la tradizione sono stati aiutanti e forse successori di Mercuriale, primo vescovo di Forlì e dunque la loro vita si collocherebbe nel V secolo. Randi li mostra intenti a un’attività che tradizionalmente si dice svolgessero per mandato del vescovo, ovvero la distribuzione delle elemosine. Per distinguerli Randi li incorona con una sottile aureola. Colloca poi la scena in un ambiente all’antica e veste le figure con abiti alla romana, coerentemente con il periodo in cui i santi vissero. La presenza fra i mendicanti di un cieco rimanda alla tradizione che uno dei due (non è chiaro se Grato o Marcello) avesse ricevuto la grazia di guarire dalla cecità. I due santi sono raffigurati anche nell’antico portale quattrocentesco del Duomo, oggi di fronte alla chiesa del Carmine. Inoltre sono attribuiti a loro due crani presenti come reliquie a San Mercuriale. Una recente indagine ha potuto appurare che i due crani appartengono a persone morte in tarda età e Marcello aveva un viso allungato e probabilmente veniva dal Libano o dalla Siria.

##### Pellegrino Laziosi chiede perdono a San Filippo Benizi

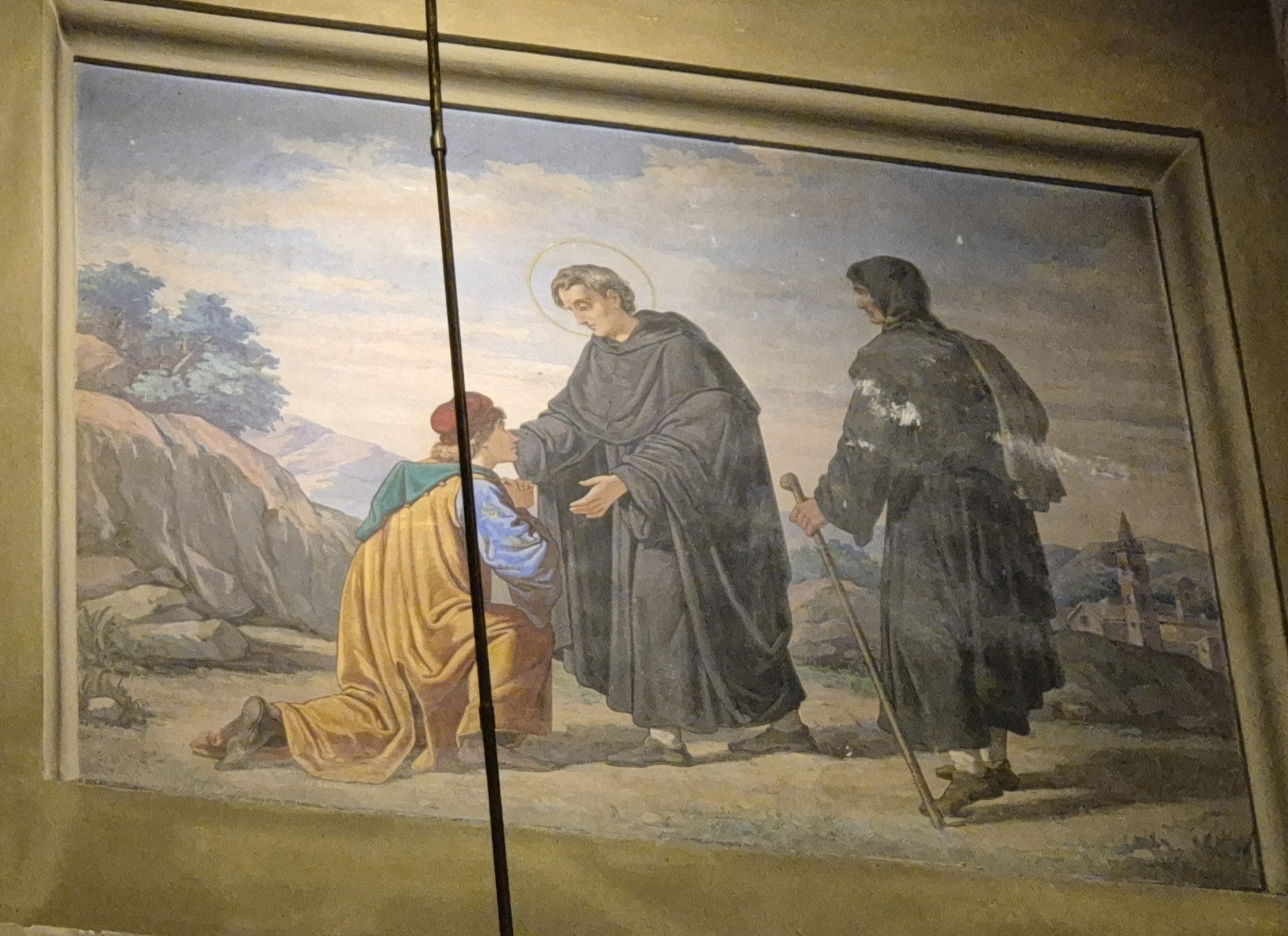
Pompeo Randi, Pellegrino Laziosi chiede perdono a San Filippo Benizi, 1874, affresco, 200x250 cm, Forlì, Duomo

L’affresco mostra Pellegrino Laziosi, un giovane ventenne di famiglia ghibellina, che raggiunge Filippo Benizi, inviato dal papa che sta abbandonando Forlì: Pellegrino poco prima lo aveva insultato pubblicamente, ma, pentito, va a chiedergli perdono. Pellegrino resterà segnato da questo incontro, entrando poi nell’Ordine dei Servi di Maria e vivendo vita ascetica e di preghiera nel convento di Forlì. È venerato come santo e la teca con il suo corpo si trova nella Chiesa dei Servi a Forlì. Anche se l’episodio avvenne al Ronco, Randi decide di inserire sullo sfondo una chiesa che richiama San Mercuriale, per contestualizzare a Forlì l’azione.
La scelta di questo episodio si inserisce, come quella della peste, in un gusto molto diffuso nell’Ottocento per le conversioni di giovani, derivato dal personaggio di Padre Cristoforo dei Promessi Sposi di Alessandro Manzoni.
La scena è semplice ed essenziale, con Benizi nel centro vestito con il saio domenicano e con l’aureola in evidenza. La posizione rispetto a Pellegrino richiama quella che Pompeo Randi aveva studiato per Santa Maria del Fiore (Forlì) con San Francesco e frate Leone (affresco poi non realizzato da lui, ma da Alessandro Guardassoni).

##### Venerazione della Madonna della ferita

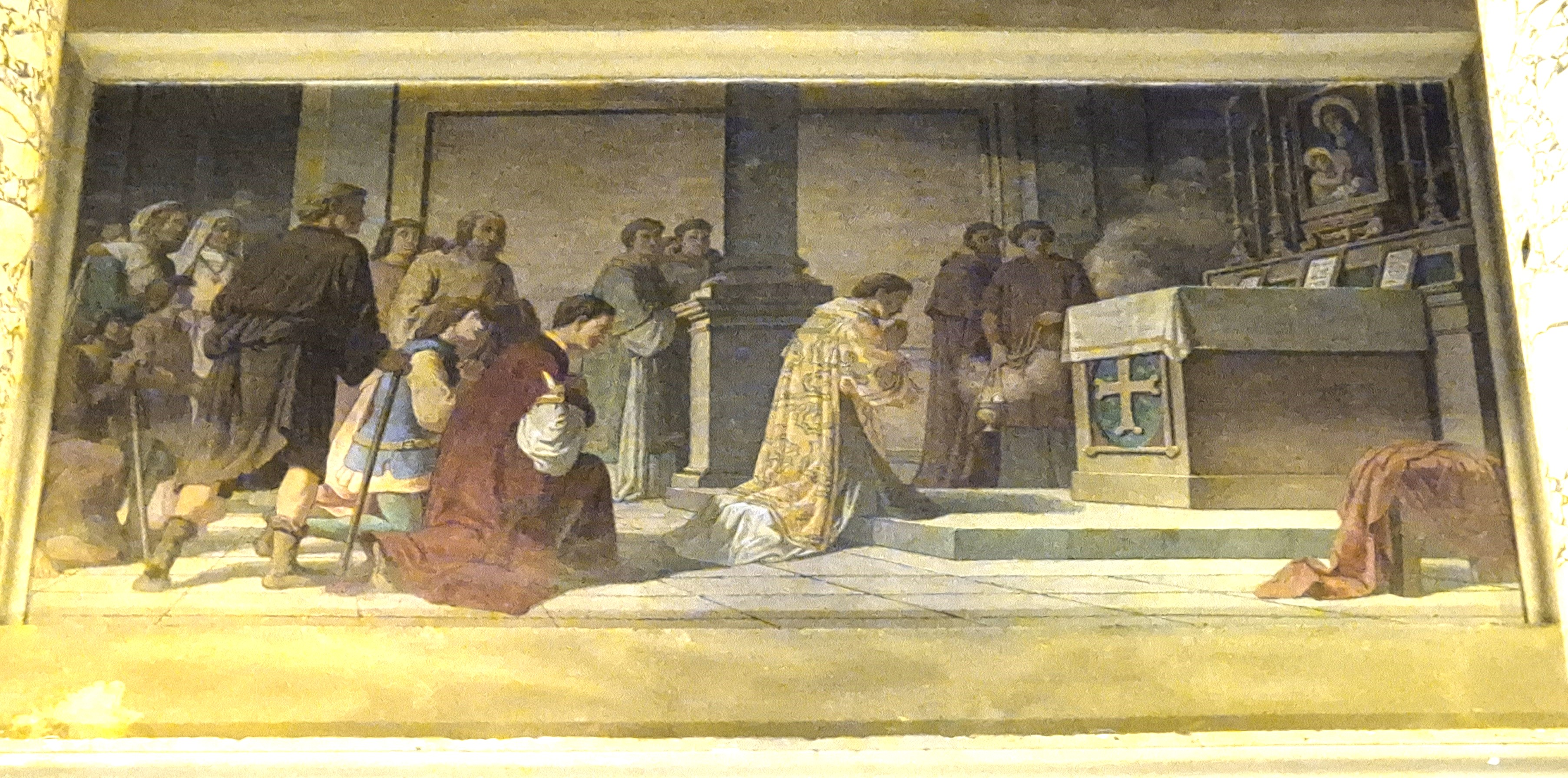
Pompeo Randi, Venerazione della Madonna della ferita, 1874, affresco, 200x400 cm, Forlì, Duomo

Nei due riquadri che si trovano a lato della cappella un tempo dedicato alla Madonna della Ferita si trovano due episodi legati a quest'immagine sacra.
Nel primo, più vicino all'ingresso principale della chiesa, viene raffigurata la Madonna della Ferita venerata dai fedeli, con rappresentati tutti gli strati sociali, dal clero, ai ricchi fino ai più poveri, per mostrare come l’immagine sia di tutto il popolo. La Madonna appare come nell’altro riquadro non conforme all’affresco originale.

##### Un servo degli Orgogliosi si scaglia contro l’immagine della Madonna

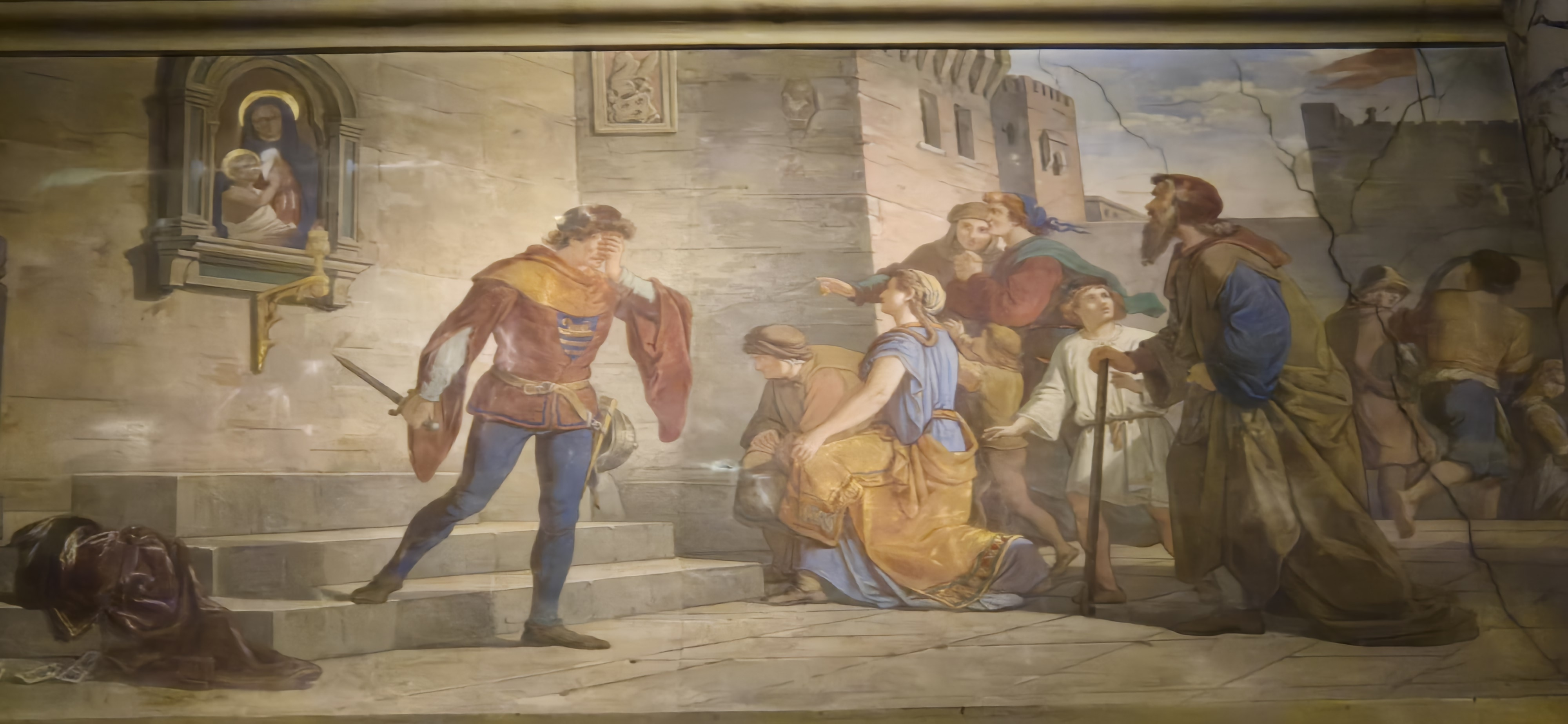
Pompeo Randi, Un servo degli Orgogliosi si scaglia contro l’immagine della Madonna, 1874, affresco, 200x400 cm, Forlì, Duomo

L’affresco di 2mx4m riguarda un evento del 15 aprile 1490: un servo degli Orgogliosi, importante famiglia forlivese, colpisce per rabbia un’immagine della Madonna. Quest’immagine era collocata sul muro della Canonica (oggi non più esistente) e si vedeva passando sotto un portico oggi sul lato destro della chiesa. Era detta Maria della Canonica e a lei si rivolgeva chi aveva subito ferite gravissime per fatti di sangue. Il servo, pieno di rabbia colpisce con un coltello l’affresco che, si dice, getta sangue. Poco dopo però la lacerazione si rimargina.
Randi mostra il momento in cui il servo si pente. Mette in primo piano il denaro, causa della rabbia e al centro il servo il cui gesto intenso è un carattere romantico, come lo è la collocazione in ambiente medievaleggiante, che però non è storico, perché non riprende l’effettivo luogo in cui avvenne il fatto. La figura della Madonna presenta una posizione corretta rispetto all’originale, ma se ne discosta per due fattori: il manto che è più scuro (reso così probabilmente per farlo più marcato) e l’assenza delle corone che però è filologica, dato che nel Quattrocento tali corone non c’erano: come per le altre immagini mariane sono state aggiunte nel Seicento, quando diventa di moda inserire in affreschi anche precedenti, gioielli reali.

##### La Fuga in Egitto

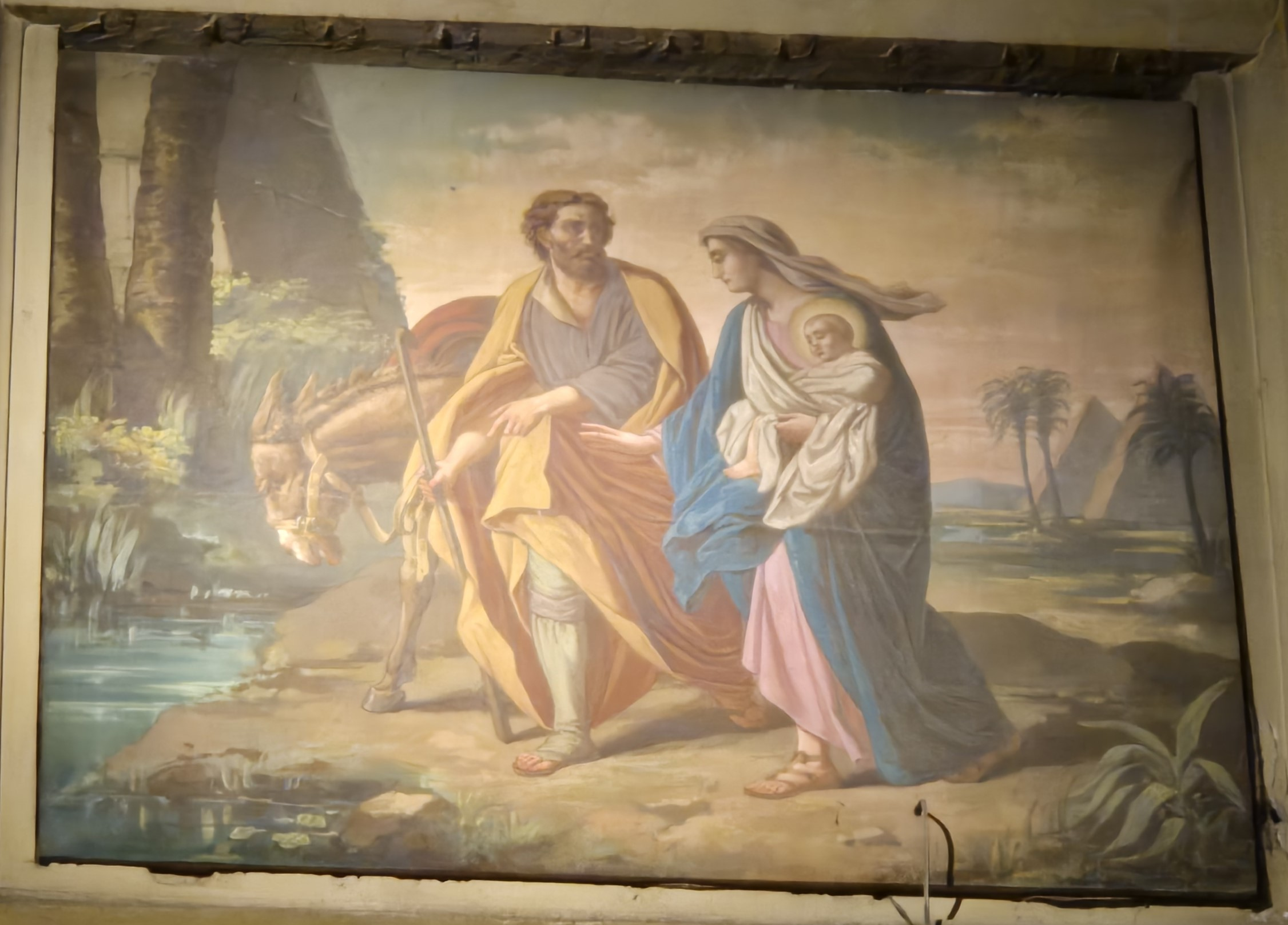
Pompeo Randi, Fuga in Egitto, 1874, olio su tela, 200x250 cm, Forlì, Duomo

L'immagine della Fuga in Egitto non ha attinenza con le altre del gruppo, raffigurando un tema cristiano senza legame con l'ambito forlivese. Mantiene rispetto agli altri riquadri la forma di quelli non sopra le cappelle più grandi (che sono più marcatamente rettangolari), mentre cambia la tecnica perché è un olio su tela, analogamente al solo riquadro della venerazione della Madonna della Ferita.
La scena è impostata in maniera accademica, con la Sacra Famiglia e la cavalcatura che fuggono in Egitto. Le figure umane, realizzate con capacità anatomica, occupano il centro del riquadro e appaiono impegnate in un muto dialogo. L'immagine è marcata nel chiaroscuro e presenta una certa vivacità di colori, difficile però da individuare con le condizioni di luce naturale, perché l'opera si trova in una zona buia della chiesa. Si colloca sopra l'entrata di quella che un tempo era la cappella di San Bartolomeo, mentre ora è chiamata Battistero.

##### Beato Marcolino Amanni in estasi

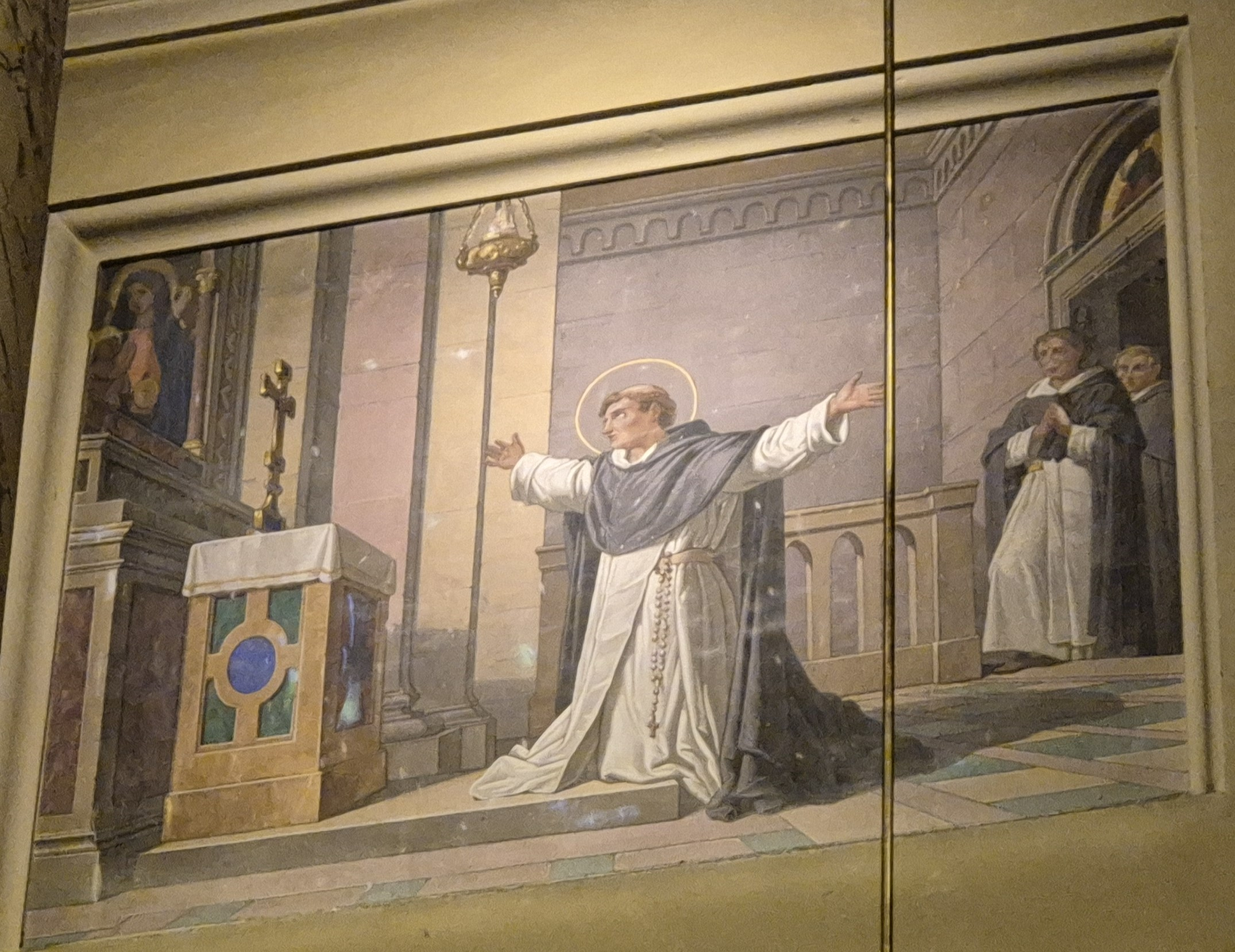
Pompeo Randi, Beato Marcolino Amanni in estasi, 1874, affresco, 200x250 cm, Forlì, Duomo

L’affresco ha come protagonista il Beato Marcolino da Forlì, che visse nel Trecento nel monastero San Domenico (oggi sede dei musei). Di lui si racconta fosse estremamente devoto, ma anche grande nella carità verso il prossimo. Il suo corpo si trova nell'altare sottostante l'affresco, ma è più importante l’urna per lui scolpita da Bernardo Rossellino nel 1458, un tempo dentro la chiesa di San Giacomo, oggi nelle collezioni del San Domenico.
Randi dipinge il Beato Marcolino con il saio domenicano e come protagonista assoluto della scena, che risulta non molto trecentesca, ma più appartenente a quel medioevo fiabesco molto diffuso nel periodo romantico

##### Traslazione della Madonna del Fuoco

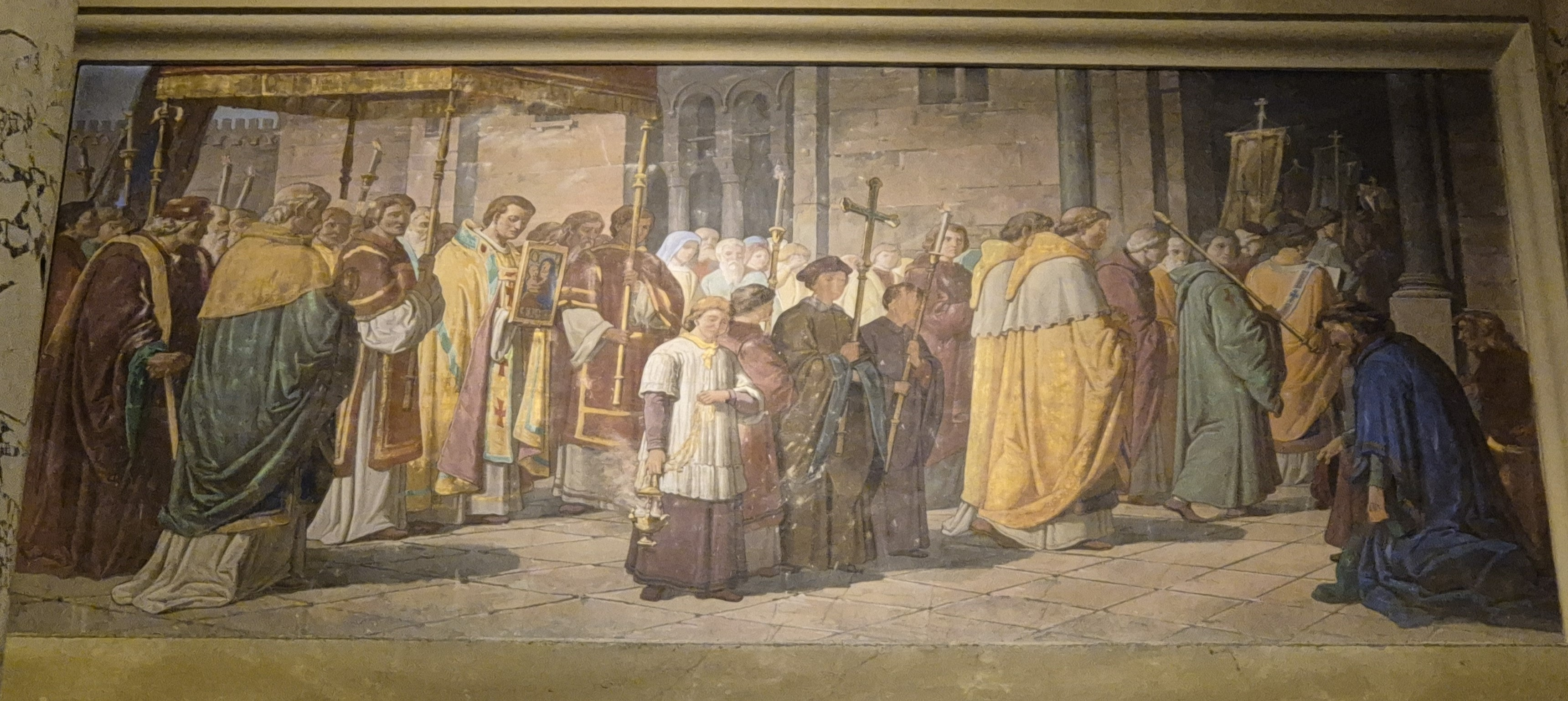
Pompeo Randi, Traslazione della Madonna del Fuoco, 1874, affresco, 200x400 cm, Forlì, Duomo

Si tratta di un affresco (200x400 cm) del 1874. Rappresenta una processione avvenuta il 20 ottobre 1636 che porta la Madonna del Fuoco nell’attuale collocazione, una cappella laterale con sopra la famosa cupola dipinta da Carlo Cignani, realizzata dal 1619 al 1636. Randi prende una serie di licenze poetiche per realizzare quest’affresco: la Madonna portata in processione non sembra la xilografia, ma un’immagine colorata e richiama il dipinto da lui realizzato per i forlivesi a Roma (poi riportato a Forlì nel 1919, ora al Palazzo Vescovile); l'ambientazione non sembra far riferimento ad architetture forlivesi, ma presenta fantasiose merlature alla medievale sullo sfondo. Nonostante ciò la bravura del pittore si nota nella capacità di rendere l’effetto della processione in movimento, nella gestione sapiente di molti personaggi e nell’uso di colore brillante e ben bilanciato.

##### Forlì liberata dalla pestilenza grazie alla Madonna del Fuoco

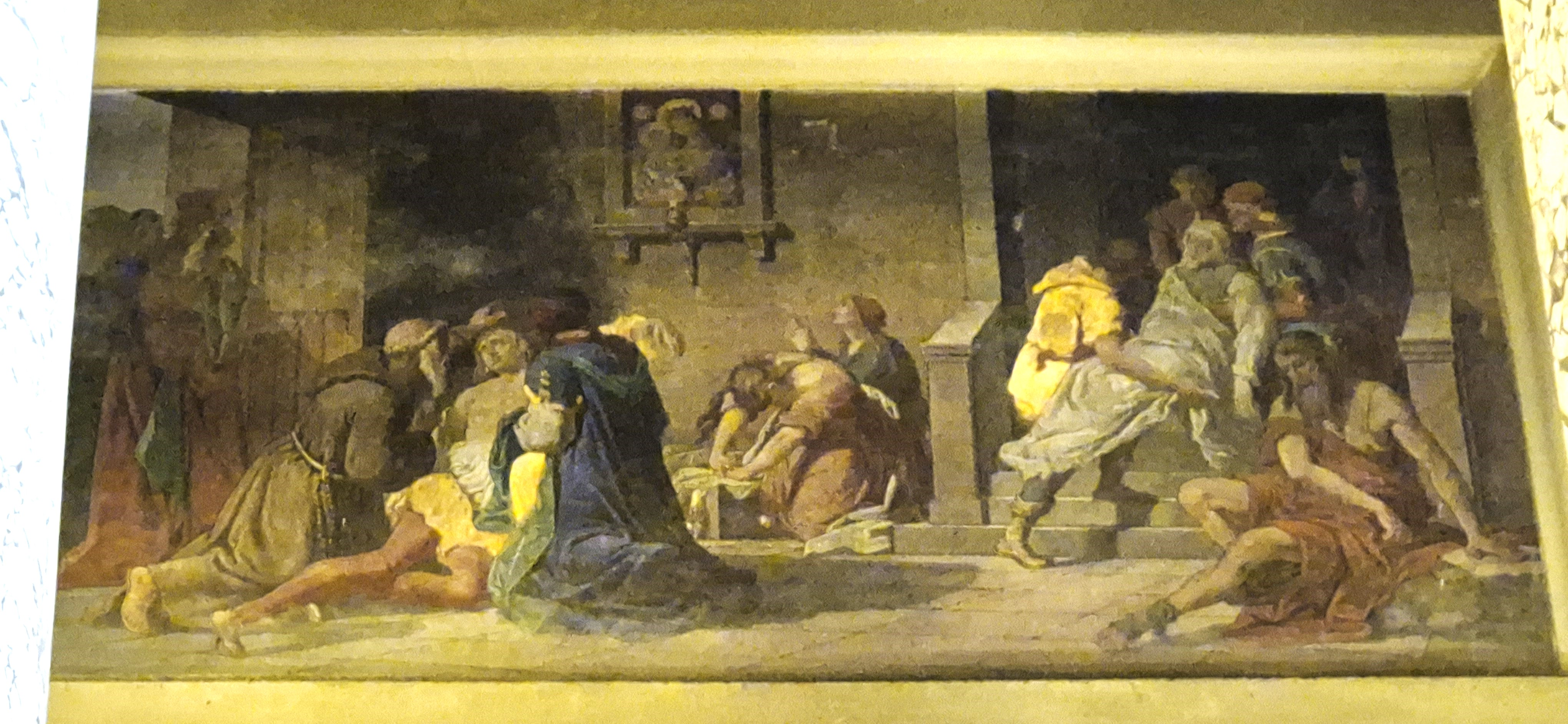
Pompeo Randi, Forlì liberata dalla pestilenza, 1874, affresco, 200x400 cm, Forlì, Duomo

L’episodio mostra un’immagine delle pestilenze che colpirono Forlì alla fine del Quattrocento. I malati vengono trasportati di fronte alla Madonna (che intende essere la Madonna del Fuoco, ma ancora una volta non riprende del tutto la xilografia e Randi decide di aggiungere il colore), prima di essere portati nel lazzaretto. Si tratta, per l’epoca, di una novità introdotta da Caterina Sforza e non comune come scelta: all’epoca, infatti, erano i signori ad allontanarsi dalla città, lasciando la gente in balia del morbo (come accade nel Decameron di Boccaccio). La Signora di Forlì intuisce invece che è necessario isolare i malati e bruciare gli indumenti, per circoscrivere il contagio.
L’immagine raffigurata da Randi inserisce la figura di un frate (Randi è molto legato all’ambito francescano) che richiama anche il personaggio manzoniano di Padre Cristoforo. In generale la scena richiama opere romane come il Raffaello dell’Incendio di Borgo, per la concitazione e il vigore dei corpi.

##### San Valeriano riceve la spada dall’imperatore di Costantinopoli

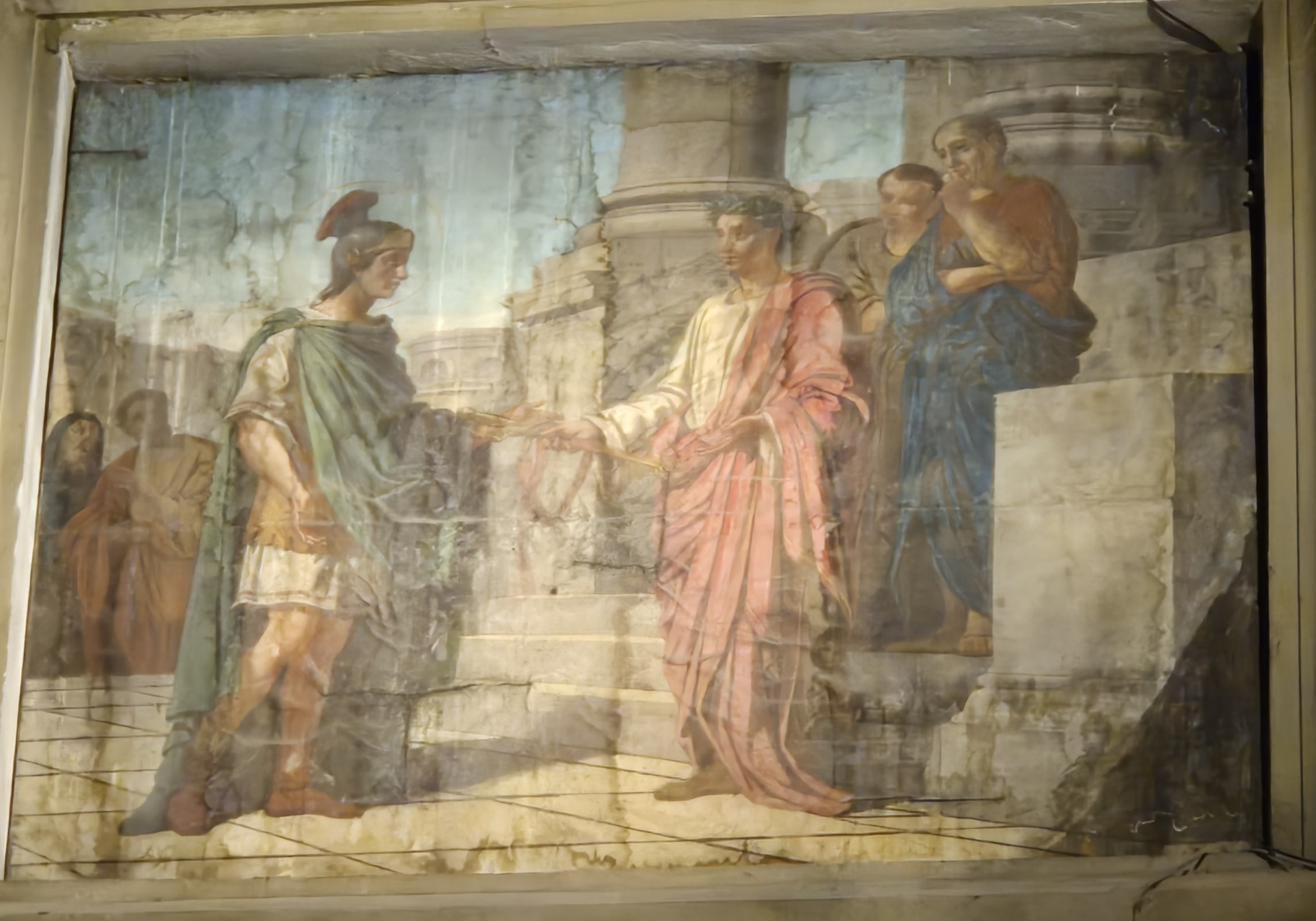
Pompeo Randi, San Valeriano riceve la spada dall’imperatore di Costantinopoli, 1874, olio su tela, 200x250 cm, Forlì, Duomo

Si tratta di un dipinto olio su tela. Raffigura un santo di nome Valeriano, che in origine era considerato come patrono di Forlì, insieme con San Mercuriale. Se San Mercuriale era stato vescovo della città ed era stato poi sepolto nella chiesa di Santo Stefano (che poi diventa San Mercuriale proprio dal suo nome), Valeriano era un santo guerriero che la tradizione vorrebbe aver combattuto contro i Goti ed essere caduto nella difesa della città contro Leobacco il quale, sorpreso Valeriano e ottanta soldati mentre pregavano li fece uccidere, mentre loro rifiutarono di usare la violenza mentre si dedicavano alla preghiera. Le notizie su di lui come santo locale sono in realtà incerte, mentre esiste un San Valeriano romano di cui però non si hanno notizie relative a Forlì. Nella località San Varano (che sarebbe un San Valeriano contratto), ci sarebbe un pozzo dove furono gettate secondo la tradizione, i cadaveri dei soldati uccisi da Leobacco. È probabile che fonda insieme varie figure locali e comunque, a prescindere dal nome è possibile sia esistito un cavaliere difensore della città contro gli invasori goti che poi è stato venerato come santo, in quanto considerato eroe locale. Come Grato e Marcello, anche lui è presente nell’antico portale del Duomo, oggi al Carmine.
Pompeo Randi raffigura un episodio leggendario della vita di Valeriano, che si sarebbe recato in oriente, presso l’imperatore Leone I di Costantinopoli come esorcista. La consegna della spada sarebbe dunque una sorta di mandato simbolico per il santo.
I vestiti e l’ambiente sono all’antica e il santo è riconoscibile mediante l’aureola. La tela presenta numerosi problemi di conservazione.

#### Lavori all'interno della Cappella della Madonna del Fuoco

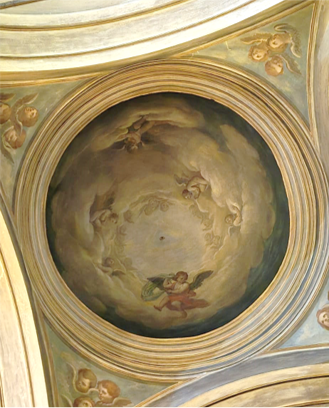
Pompeo Randi, Gloria di Angeli, soffitto della cappella della Trasfigurazione, 1865, diametro 470 cm, Forlì, Duomo

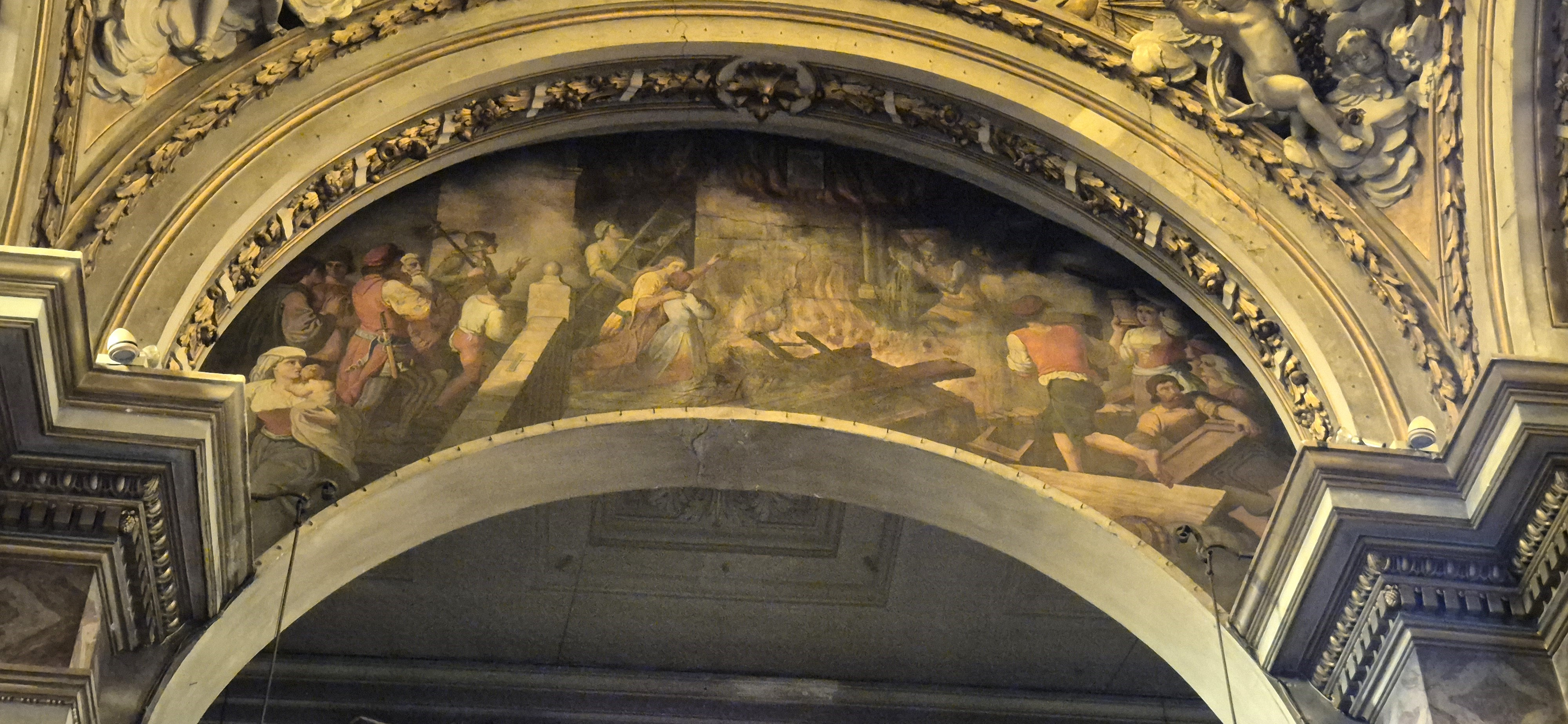
Pompeo Randi, Il Miracolo della Madonna del Fuoco, 1869, affresco, 300x600 cm, Forlì, Duomo

L’intervento più importante di Randi all'interno della Cappella si ha nella decorazione dell’interno dell’arco d’ingresso, dove viene raffigurato il miracolo della Madonna del Fuoco. Esiste un’immagine contemporanea al fatto dipinta da Giovanni di Mastro Pedrino in una lunetta ora staccata e conservata nel tesoro della cattedrale (davanti alla cappella ora si vede una riproduzione fotografica). Giovanni di Mastro Pedrino fu testimone oculare del fatto e dipinge con gusto ancora medievale la scena divisa in parti: al centro la scuola che brucia con in alto la xilografia, a sinistra i soccorsi a cui si prodigano uomini e donne, civili e soldati e infine a destra si vedono dei religiosi che collocano l’immagine della Madonna, in grandezza gerarchica, su un altare. 

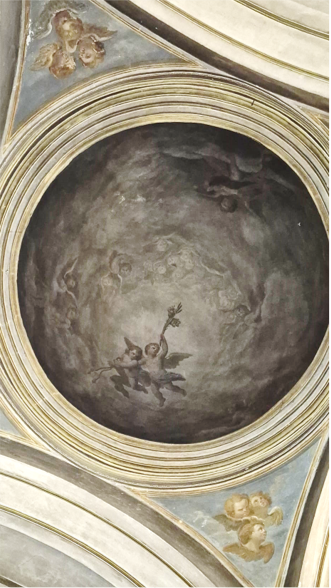
Pompeo Randi, Gloria di Angeli, soffitto della cappella di Sant'Antonio, 1865, diametro 470 cm, Forlì, Duomo

Per spiegare al meglio sotto in caratteri gotici si trova la narrazione succinta del fatto («E fò nel 1428 a dì 4 febraro. Qui se demostra como per vertù de Nostra Donna broxando questa casa non ghe remase altro che la sua figura in una carta imbrocada in un’asse e la quale è in questa cappella e fa molti mirachuli»).
Randi, che deve riempire uno spazio curvilineo anche nella parte bassa, organizza tutto in maniera più unificata, collocando nel centro l’immagine della Madonna del Fuoco circondata dalle fiamme e intorno i soccorritori e i cittadini che tentano di spegnere il fuoco (a destra) o di mettersi in salvo (la donna in basso a sinistra con il bambino). Il modello può essere stata la lunetta con l’incendio di Borgo di Raffaello che Randi ha visto a Roma.
Sempre nella cappella della Madonna del Fuoco, Randi dipinge due Glorie d’angeli nelle cupole sopra i due altari laterali, dedicati a Sant’Antonio e alla Trasfigurazione. In entrambi i casi viene riprodotta in piccolo e semplificata l’idea della cupola centrale con un senso d’avvitamento barocco dato dalle nuvole, dalla posizione degli angeli e dall’intensa luminosità.

#### Trionfo della Croce (1876-77)

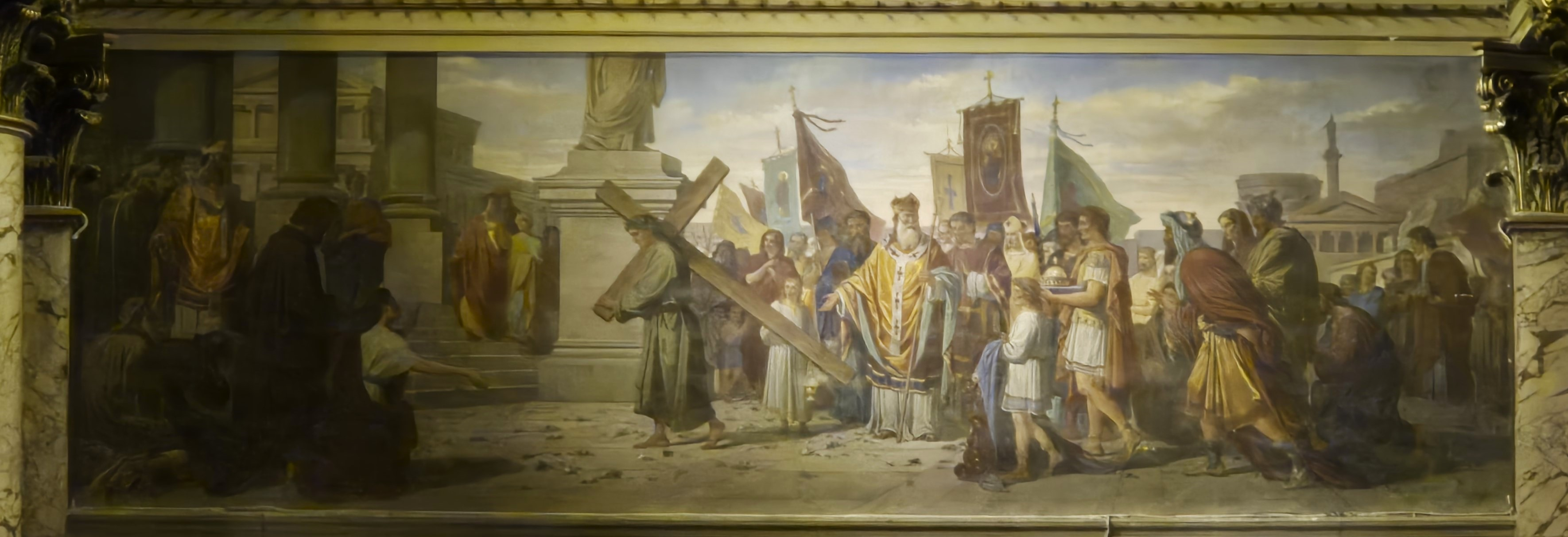
Pompeo Randi, Il Trionfo della Croce, 1876-77, affresco, 300x970 cm, Forlì, Duomo

L’opera è l’ultima a essere realizzata da Randi nel Duomo di Forlì. Nel 1876 il pittore si trova a Napoli e gli viene commissionato il lavoro ad affresco che concluda il suo intervento nel Duomo. L’episodio è il conclusivo della Leggenda della Vera Croce di Jacopo da Varagine in cui l’imperatore Eraclio, recuperata la reliquia che era stata rubata dal re persiano Cosroe, la porta a Gerusalemme nel 629 e, per omaggiarla, la trasporta vestito con un semplice saio verde al cospetto del Patriarca Zaccaria, liberato dalla prigionia persiana che fa da tramite con lo spettatore indicando la scena. Il centro della scena è Eraclio con la croce molto evidente. Lo stesso Randi in una lettera dichiara che cercherà di far comprendere che non si tratta di Cristo, ma di Eraclio. Infatti si possono vedere due giovani dietro di lui che sorreggono i vestiti dell’imperatore bizantino e la corona, un persiano che rappresenta la sconfitta di Cosroe o forse il di lui figlio, Siroe, che secondo la tradizione si convertì al cristianesimo e vari stendardi con le croci e simboli sacri che fanno comprendere si tratta di una rievocazione dell’andata al Calvario, ma in ambito già cristiano.
Idealmente la collocazione si pone come ultima immagine vista da chi sta uscendo dalla chiesa: se la prima è l’abside con il ritrovamento della Croce, ovvero l’accostarsi al Cristianesimo, con il rinnegamento del paganesimo, l’ultima invita a portare con sé la propria croce con umiltà, indipendentemente da chi si è nella vita di tutti i giorni e senza peccare di superbia.
Lo sviluppo è fortemente orizzontale, il fulcro visivo è la croce posta di traverso che attira l’attenzione grazie alla collocazione che crea un piano ortogonale obliquo di forte impatto visivo. Il colore è pieno e modellante.
Pompeo Randi non segue il modello più noto, quello di Piero della Francesca del ciclo di Arezzo, mentre è più vicino a opere di ambito veneto, come quella con stesso soggetto di Palma il Giovane.

### Altre cappelle minori
Le quattro cappelle minori di forma quadrangolare si aprono nel corpo della chiesa oltre le due navate laterali. A destra si trovano la Cappella di Sant'Andrea Avellino e la Cappella di San Giuseppe e a sinistra la Cappella dei Santi Paolo e Tommaso d'Aquino e quella dei Santi Anna e Gioacchino.

Alla fine della navata di sinistra si trova la Cappella di San Valeriano che dà accesso alla sagrestia.

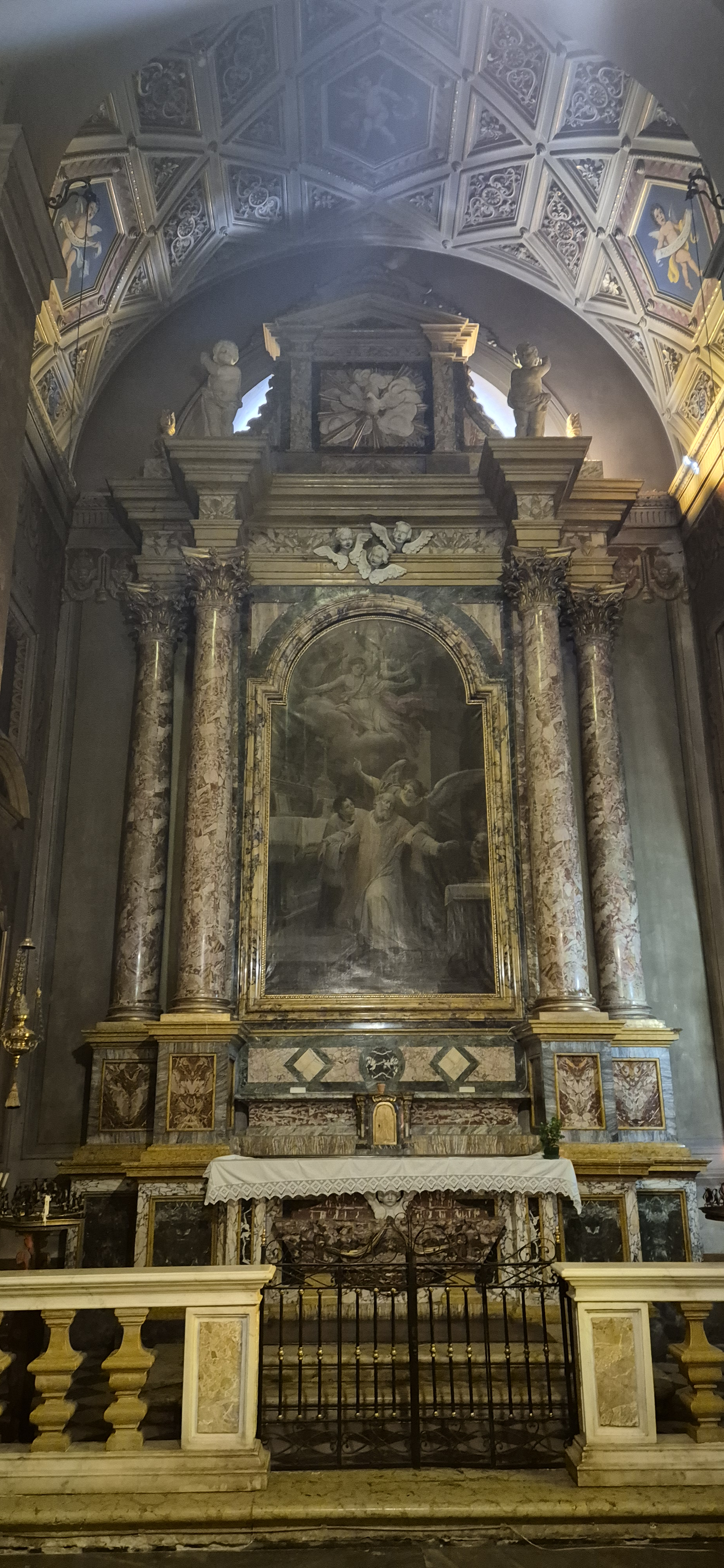
Cappella di Sant'Andrea Avellino, Forlì, Duomo
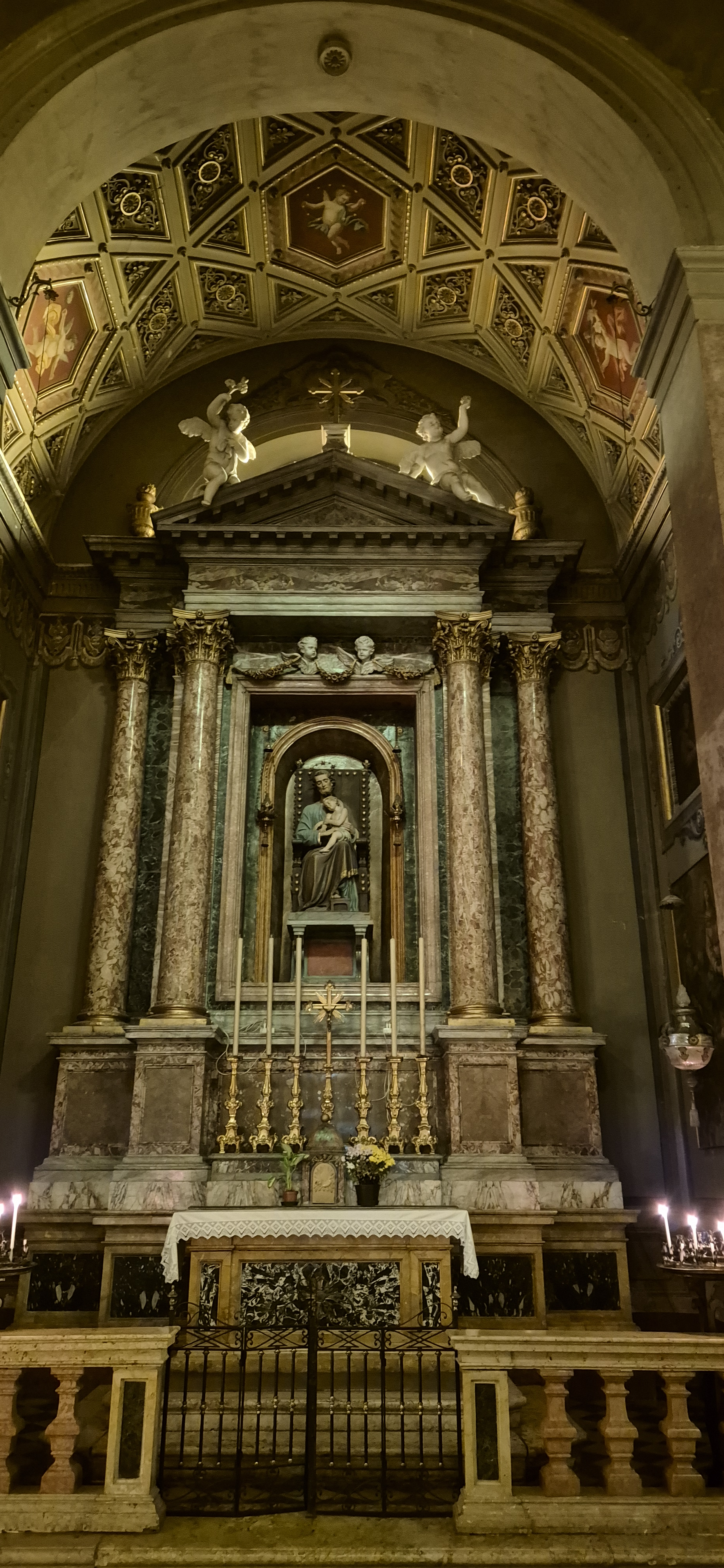
Cappella di San Giuseppe, Forlì, Duomo
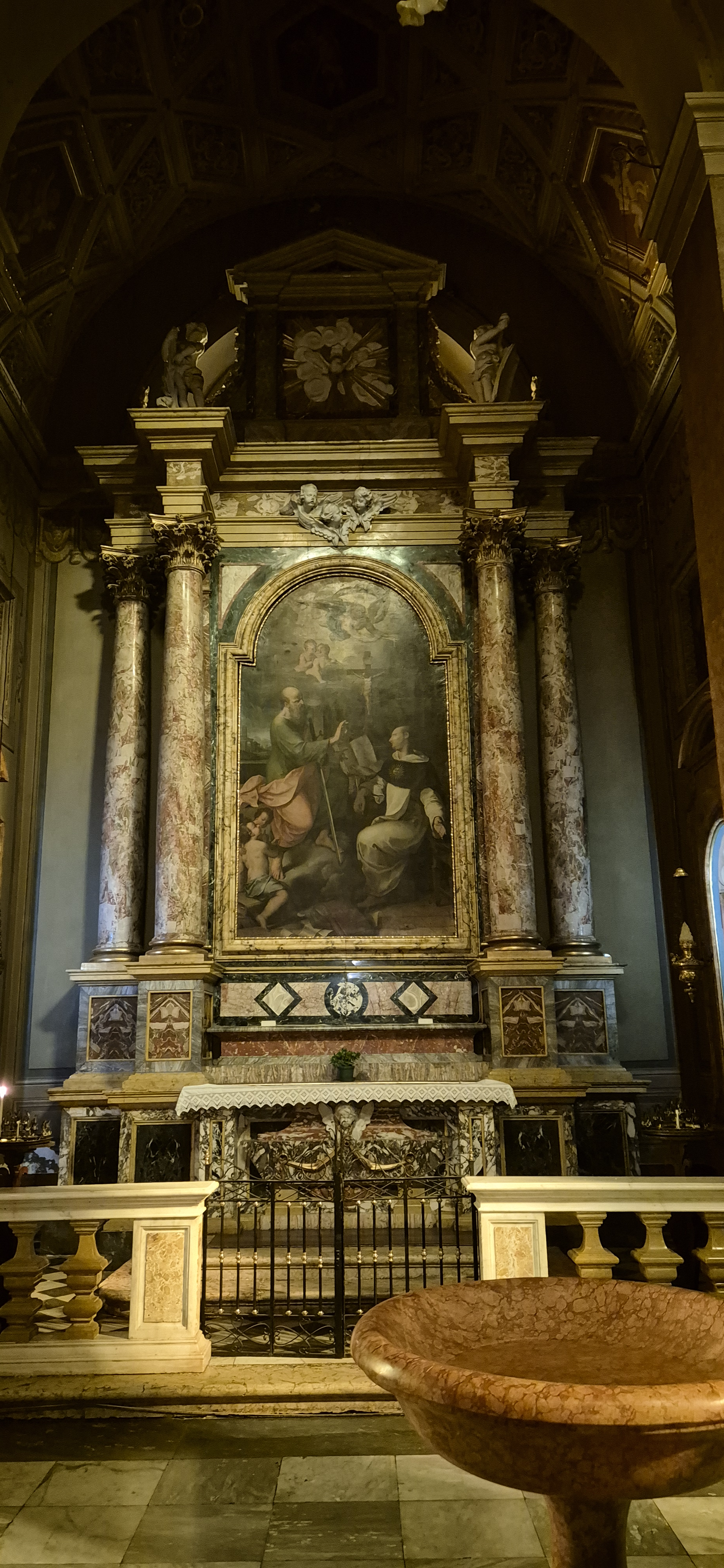
Cappella dei Santi Paolo e Tommaso d'Aquino, Forlì, Duomo
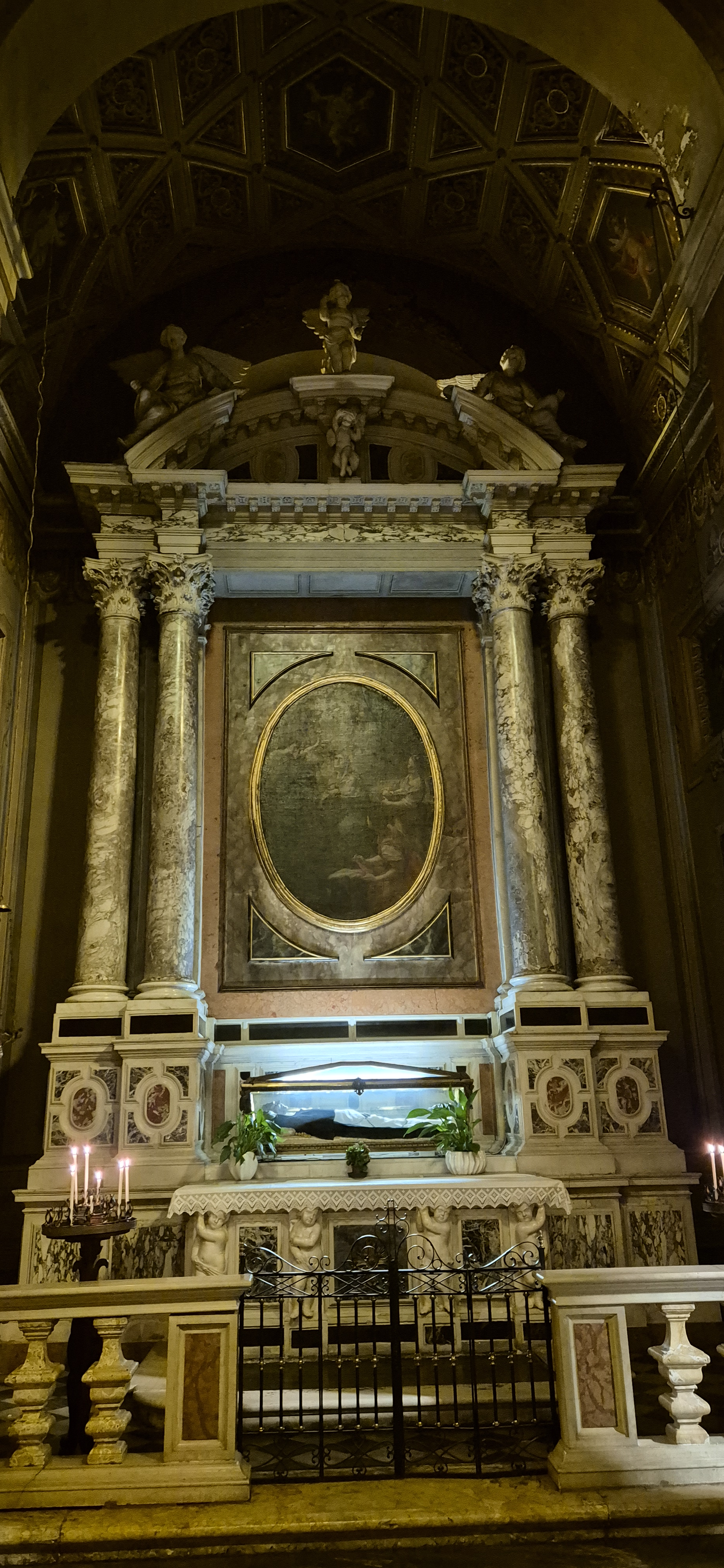
Cappella dei Santi Anna e Gioacchino, Forlì, Duomo

#### Cappella di Sant'Andrea Avellino
La prima cappella a destra partendo dall'entrata è dedicata a Sant'Andrea Avellino. L'altare del XVII-XVIII secolo, in marmo pregiato, proviene dalla soppressa chiesa di San Giacomo annessa al Monastero di San Domenico (dal 2002 polo museale della città). Sopra si trova una tela con Sant'Andrea Avellino morente del 1885 dipinta da Luigi Tagliaferri. Siccome esistono informazioni riguardanti la presenza di un dipinto di Giuseppe Marchetti con stesso soggetto presente al posto di questo, è possibile che l'opera precedente sia stata sostituita con questa senza una ragione nota (e sia poi andata dispersa). Il dipinto presenta il Santo (morto nel 1608), predicatore dell'ordine dei Teatini, secondo la sua iconografia più consueta, ovvero mentre viene colpito da apoplessia durante la celebrazione della Messa. Come in molti dipinti devozionali viene sorretto da un angelo e da un chierico. Lo sfondo è impostato su un arco a tutto sesto e a destra in parte si vedono tre fedeli. In alto un gruppo di angeli compare dalle nuvole. Il dipinto è firmato e datato. Lo stile richiama l'Accademia ottocentesca, con un impianto solido e dettagli realizzati con cura.
Sul lato sinistro si trova un quadro con la Vergine in gloria con i santi Romualdo, Giovanni Gualberto, Luigi Gonzaga e Vincenzo Ferreri, dipinto dal pittore forlivese Giuseppe Marchetti (1721-1801).

#### Cappella di San Giuseppe
La seconda cappella della navata di destra è dedicata a San Giuseppe. Al centro si trova una statua in legno dipinto che raffigura San Giuseppe con in braccio il Bambino, realizzata nel 1925 da Emilio Righetti, scultore di Brescia e primo maestro dello scultore Bernardino Boifava. Quest'opera ha sostituito una tela di Giovanni Orsi. Raffigura San Giuseppe con il bambino, ma, a differenza di un'iconografia più ricorrente, qui lo si vede seduto sul trono e con un'inconsueta corona di stelle. Sul soffitto gli stucchi e i dipinti sono di Alessandro Magistri, mentre alle pareti in alto si vedono due tele di Enrico Piazza (Ravenna 1864-1945): Lo Sposalizio di Maria e la Morte di San Giuseppe. Nel 2007 vengono collocate in questa cappella anche due tele del Seicento: La Crocifissione e La Gloria della Beata Vergine Addolorata con i Santi Giuseppe e Antonio da Padova. Questi due quadri sono un lascito di Monsignor Ettore Sozzi, rettore della Cattedrale dal 1941 al 2007.

#### Cappella dei Santi Paolo e Tommaso d'Aquino
La prima cappella a sinistra è dedicata ai Santi Paolo e Tommaso d'Aquino e contiene un altare che, come quello della prima cappella a sinistra, proviene dalla chiesa di San Giacomo. Nel centro si trova una pala dipinta nel 1776, commissionata dai domenicani (per questo è presente San Tommaso) a Gian Andrea Lazzarini (1710-1801), pittore di Pesaro. Nell'immagine si vede Paolo che mostra le proprie lettere a Tommaso.

#### Cappella dei Santi Anna e Gioacchino
Si tratta della seconda cappella a sinistra, dove vengono conservate le reliquie del beato forlivese Marcolino Amanni. La cappella è in corrispondenza con l'affresco di Randi che raffigura il Beato nella parte in alto della navata. Come sepoltura del Beato Marcolino nel 1458 Bernardo Rossellino ha scolpito un'arca ora nella Pinacoteca civica.
Nel centro si trova una Natività di Maria, tela ovale del XVIII secolo dipinta dal pittore forlivese Giuseppe Marchetti.

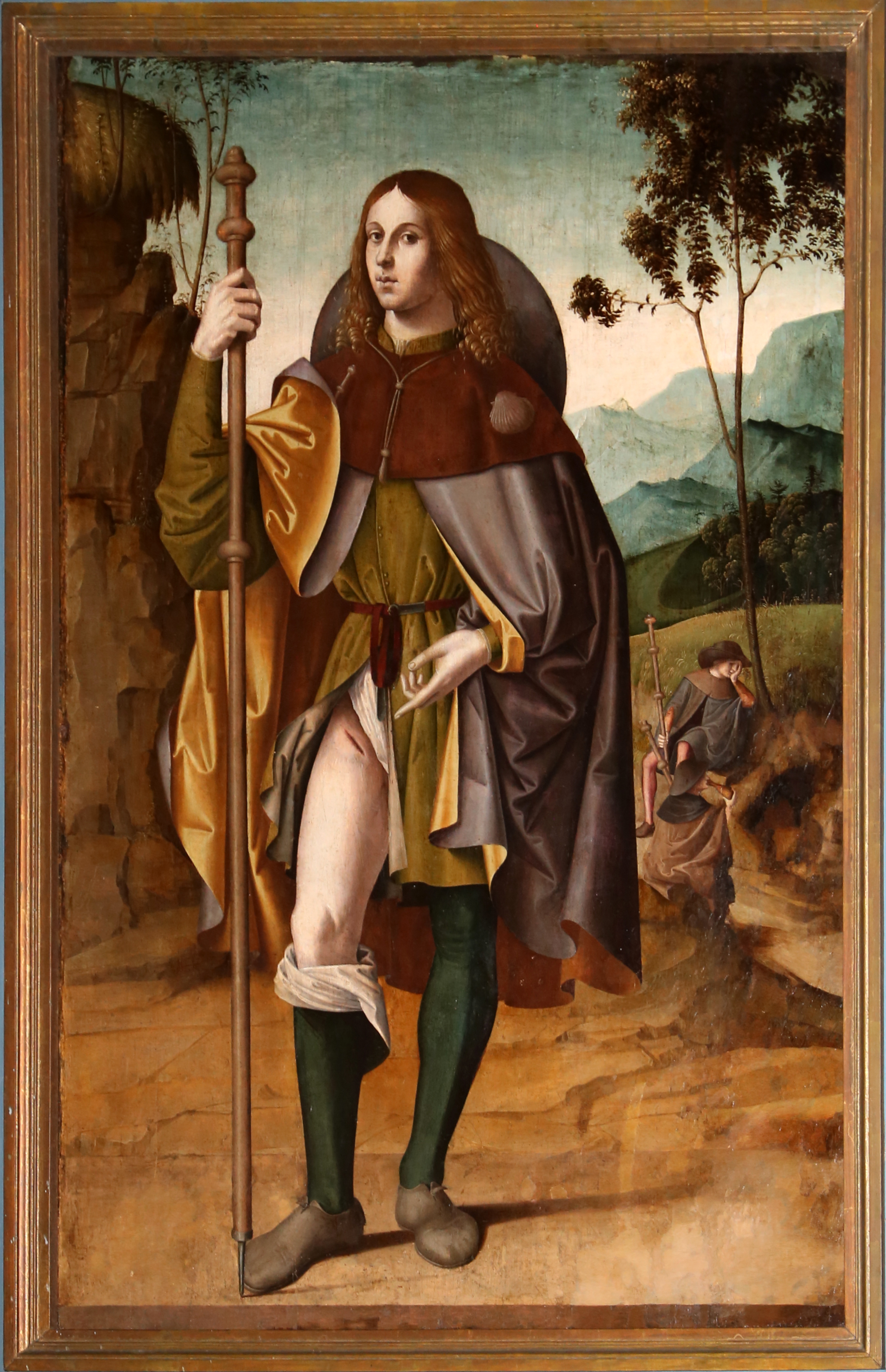
Marco Palmezzano, San Rocco, 1505-10, olio su tavola, 155 × 101 cm, Forlì, Duomo

La cappella contiene due delle opere più importanti dell'intero Duomo: San Rocco di Marco Palmezzano e San Sebastiano di Nicolò Rondinelli.
Il dipinto dedicato a San Rocco era fino al XIX secolo nella Sagrestia del Capitolo, in un altare del 1811 appositamente predisposto. L'opera mostra il santo, protettore contro la peste, che indica la piaga nella gamba, secondo un'iconografia consolidata. Il santo indossa il tabarro, tipico abito del viaggiatore così come del pellegrino sono simboli il bastone (non il tipico bordone perché non è incurvato nella parte alta) e il cappello portato sulle spalle. Secondo la sua agiografia i tratti del santo erano delicati e in questo la scelta di Palmezzano si conferma rigorosa. Nella storia di San Rocco è rilevante un episodio in cui il giovane si ritira in una grotta perché colpito dalla peste. Sul fondo si identifica un'apertura che richiama una grotta e in generale l'ambiente è roccioso. Sullo sfondo si trovano altri due pellegrini con lo stesso bastone di San Rocco, uno dei quali intento a bere. Il santo è particolarmente venerato in Romagna, perché nel suo pellegrinare in aiuto ai malati di peste passò anche da Forlì, Rimini e Cesena.
Dal punto di vista stilistico l'opera viene ascritta alla fase centrale del periodo di attività di Palmezzano, quando all'impostazione più rigida e rigorosa di matrice romana e derivata da Melozzo si unisce una ricerca di delicatezza e naturalezza nel paesaggio e nella figura, derivata dal contatto con pittori ferraresi e veneti.

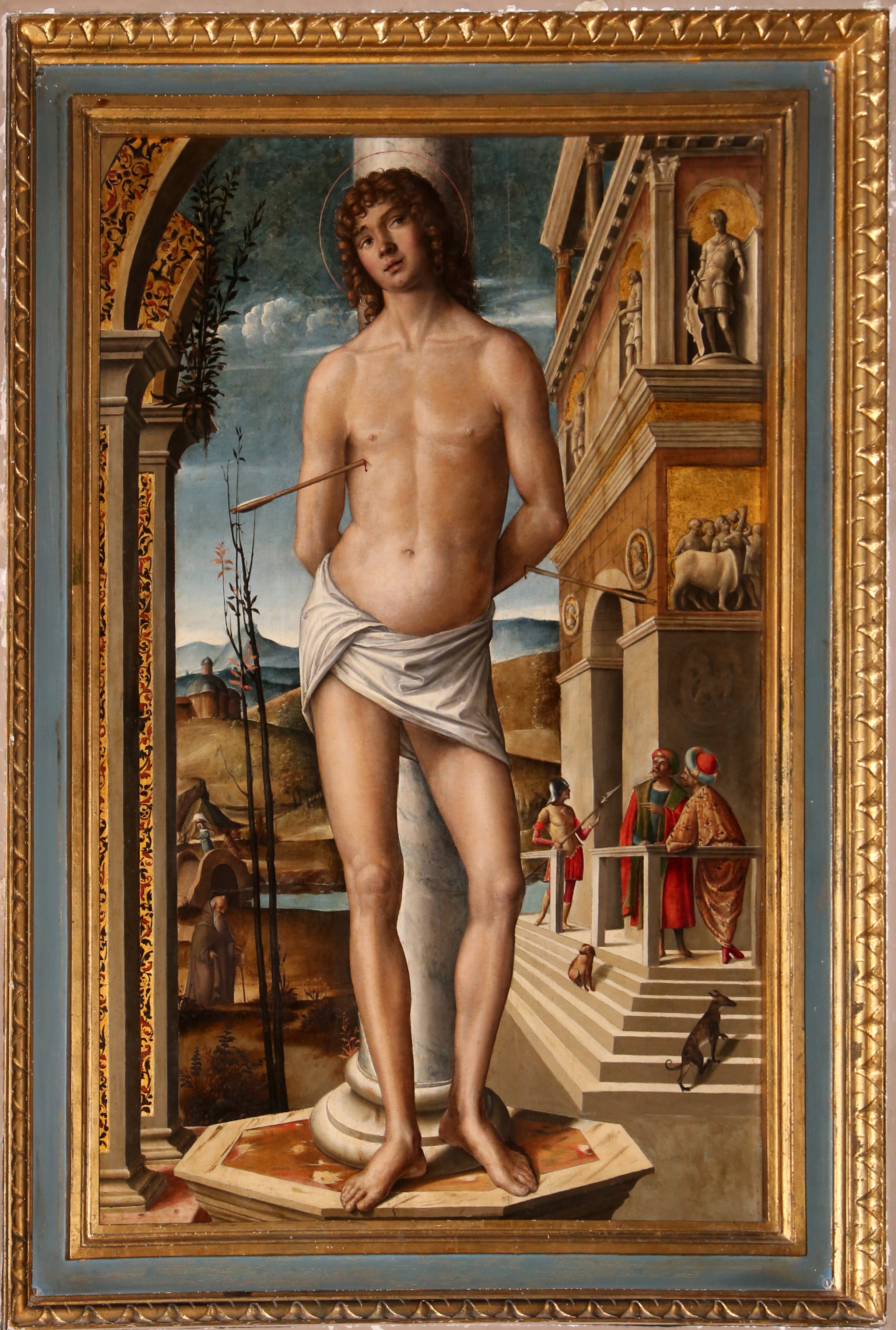
Nicolò Rondinelli, San Sebastiano, 1497, olio su tavola, cm 165 × 105, Forlì, Duomo

Il dipinto di Nicolò Rondinelli raffigura San Sebastiano secondo uno stile rinascimentale. Si tratta di uno dei pochi dipinti dell'autore per il quale si ha una datazione piuttosto sicura, il 1497, perché la data è citata dal cronista Novacula nelle sue Cronache Forlivesi. Viene eseguito in origine per l'altare dedicato a San Sebastiano dell'edificio progettato da Pace di Bombace poi diventato Santuario della Madonna della Ferita. In seguito è stato spostato nella cappella dei Santi Anna e Gioacchino dove tuttora si trova.
Il santo è presentato nella sua iconografia più ricorrente, ovvero trafitto dalle frecce e legato a una colonna. L'ambiente è molto elaborato, presentando sulla sinistra un paesaggio con prospettiva cromatica e una parte di arco con decorazione complessa. A destra un edificio classicheggiante presenta personaggi umani, animali e sculture dalla vivace fattura. Il colore, intenso e ben dosato, è sapientemente gestito sia nell'incarnato che nell'alternarsi di oro e marmo degli edifici. Tocchi di rosso dei vestiti dei personaggi secondari creano vivacità nelle figure di destra.
Si nota dunque che quest'opera allontana il pittore dall'ambiente di Palmezzano in cui si è formato e mette in evidenza i nuovi modelli veneti: Antonello da Messina, dal cui San Sebastiano deriva l'impostazione e l'anatomia, Lorenzo Cosa, nell'espressione misurata e serena del volto, Vittore Carpaccio nell'architettura dalla prospettiva rigorosa e dalla decorazione complessa.

## Campanile
Il campanile riprende quella che, anticamente, era una torre patrizia della famiglia degli Orgogliosi. L'attuale campanile è una ricostruzione del Dopoguerra, dato che l'originale fu minato dai tedeschi e andò distrutto fra l'8 e il 9 novembre 1944. Nel crollare distrusse anche la sottostante cappella di San Valeriano. La guglia, non ricostruita in un primo tempo per motivi di traffico aereo, è stata poi ripristinata nel 1976. L'altezza è di 57 metri.

## Celebri Maestri di Cappella
- Giulio Belli (intorno al 1600)
- Clemente Monari (1713-1729)
- Gasparo Garavaglia (intorno al 1752)
- Ignazio Cirri (1759-1787)
- Giovan Battista Cirri (1787-1808)
- Andrea Favi (1808-1822)

La Cappella Musicale ebbe anche una propria scuola, in cui studiarono musicisti poi divenuti celebri, come ad esempio Antonio Maria Pellegrino Benelli.